# Kaliska (gmina)
Kaliska (do 1947 gmina Piece) – gmina położona w południowej części województwa pomorskiego na skraju Borów Tucholskich, w powiecie starogardzkim. W latach 1975–1998 gmina położona była w województwie gdańskim.
Siedziba gminy to Kaliska.
Gmina Kaliska 31 grudnia 2011 r. liczyła 5272 mieszkańców.
W skład gminy wchodzi 8 sołectw: (liczba mieszkańców w nawiasach) Bartel Wielki (144), Cieciorka (457), Czarne (102), Dąbrowa (910), Iwiczno (298), Kaliska (2258), Piece (963), Studzienice (141)

## Historia

### Czasy starożytne

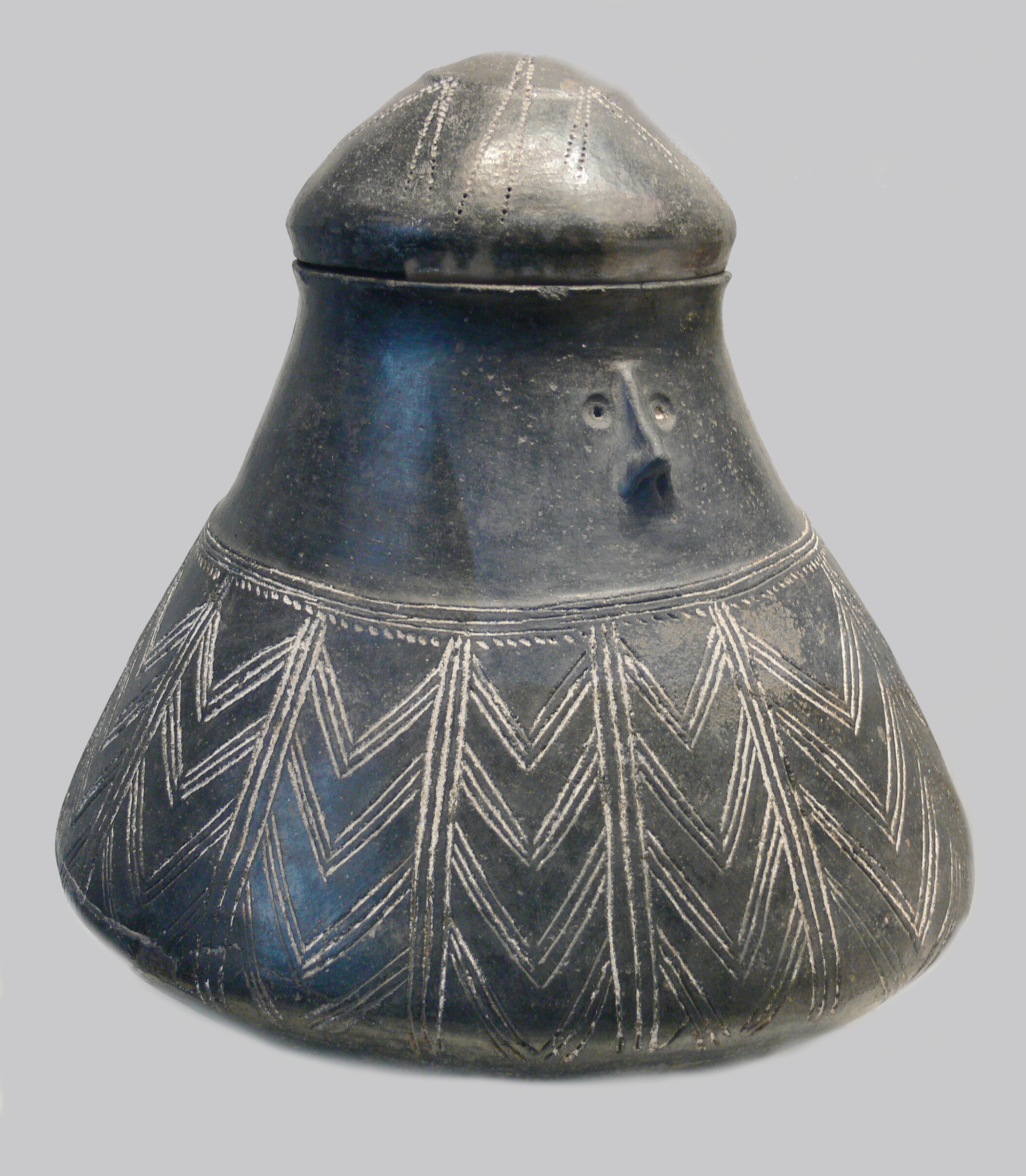
urna – popielnica

Znaleziska archeologiczne z 1931 – 1933 r. jakich dokonano w Młyńsku; drobne narzędzia kamienne, okrzeski i rdzenie z epoki kamiennej, a ściślej środkowej epoki mezolitu, pochodziły z okresu 8000 a 5000 lat p.n.e. Wskazywałoby to na fakt zamieszkiwania terenów dzisiejszej gminy Kaliska już w zamierzchłej przeszłości.
Na ślady bytności ludzi sprzed 2500 lat natrafiono w 1935 r., wykopując na polu Gołuńskiego w Iwicznie urny popielnicowe, pochodzące z około 700–400 lat p.n.e. Z podobnego okresu pochodzą odkryte w Bartlu Wielkim groby skrzynkowe.

### Średniowiecze
Kolejne informacje o osadnictwie na opisywanym terenie dotyczą już czasów średniowiecza. W tamtym czasie ziemie Pomorza, za sprawą księcia Konrada Mazowieckiego, który w 1226 r. sprowadził do Polski rycerzy zakonu krzyżackiego, potocznie zwanych Krzyżakami, trafiły w 1360 r., w ręce zaborczych Krzyżaków i pozostały w nich do roku 1466. Kolejną wojnę z Krzyżakami, zakończył podpisany w dniu 19 października 1466 r. drugi pokój toruński, a Ziemie Pomorza (zwane później Prusami Królewskimi) wraz z Kociewiem, w tym również terenem Kalisk, wróciły do Polski. Z przeprowadzonej w roku 1570 lustracji województw malborskiego i chełmińskiego wynika, że w tamtym czasie w obrębie dzisiejszej gminy Kaliska, poza wsią Iwiczno istniejącą już od 1402 r., innych wsi nie było, a zatem powstawały one dopiero w latach późniejszych. Następna lustracja po podpisanym w dniu 3 maja 1660 r. w Oliwie, pokoju kończącym wojnę polsko-szwedzką, pozwoliła określić, że w 1664 r., na terenie dzisiejszej gminy Kaliska istniał młyn w Młyńsku, pustkowie Skrzynki i Studzienice, piece smolne w Iwicznie i Bartlu. Kolejne informacje o wsiach opisywanego terenu znajdowały się w lustracji województw Prus Królewskich z 1765 r. oraz szczegółowej lustracji kościołów dekanatu starogardzkiego z 1780 r. Pojawiły się wtedy nazwy: Czubek, Dąbrowa, Dunajki, Frank, Kazub, Lipska Karczma, Lipski Młyn, Łążek, Młyńsk, Piece Płociczno, Stara Lipa, Strych i Trzechowo.

### Pod pruskim zaborem
I rozbiór Polski w 1772 r. spowodował zmianę nazwy Prusy Królewskie na Prusy Zachodnie a teren dzisiejszej gminy Kaliska znalazł się w powiecie starogardzkim, w gdańskim obwodzie regencyjnym. Wtedy dla potrzeb inwentaryzacji przejętych przez króla pruskiego ziem, sporządzono tzw. kataster fryderycjański.
W 1815 r. Prusy Zachodnie zostały podzielone na dwie rejencje: gdańską i kwidzyńską a powiat starogardzki w okrojonym obszarze, znalazł się w tej pierwszej. Protoplastą dzisiejszej gminy Kaliska, była Gmina Dreidorf w skład której w 1885 r. wchodziły trzy wsie: Kaliska, Dąbrowa i Strych. 1 grudnia 1905 r. zajmowała obszar 617,6 ha oraz liczyła 846 mieszkańców. Zakończenie I wojny światowej i podpisanie traktatu wersalskiego w czerwcu 1919 r., pozwoliło na powrót do Polski, m.in. opisywanej gminy Kaliska. Stało się to 29 stycznia 1920 r. Z przeprowadzonego 30 września 1921 r. spisu powszechnego wynika, że liczba mieszkańców dzisiejszej gminy Kaliska, położonej wówczas na terenie dwóch powiatów, starogardzkiego i kościerskiego, wynosiła 3545 osób.

### Lata międzywojenne
W roku 1925 na terenie dzisiejszej gminy Kaliska były trzy obwody wójtowskie:
- Frank z sołectwami – Czarne, Iwiczno, Kaliska, Młyńsk, Piece
- Okonin z sołectwami – Huta (dzisiaj Huta Kalna), Kamienna Karczma, Lubiki, Studzienice
- Huta Leśna z sołectwami – Czarna Woda i Zawada.

W roku 1934 na podstawie rozporządzenia Ministra Spraw Wewnętrznych, powstaje gmina Piece w skład której weszło 10 gromad: Bartel, Czarna Woda, Czarne, Huta, Iwiczno, Kaliska, Lubiki, Piece, Płociczno i Studzienice.

### Lata 1945–2010
Po zakończeniu działań II wojny światowej, na podstawie Rozporządzenia Ministra Administracji Publicznej z dnia 10 grudnia 1947 r. zniesiono gminę Piece i utworzono gminę wiejską Kaliska w skład której weszły opisane w poprzedniej sekcji gromady. Łączna powierzchnia gminy wynosiła 6195 ha. W marcu 1952 r. dokonano korekty granic gminy Kaliska, powiększając ją o część gromady Kłaniny. Reforma administracyjna państwa, wprowadzona w dniu 25 września 1954 r., utworzyła w miejsce czterostopniowego podziału kraju na województwa, powiaty, gminy i gromady, nowy trzystopniowy podział likwidujący gminy. Uchwałą Nr 23/III/54 WRN w Gdańsku z dnia 5 października 1954 r., na omawianym terenie utworzono cztery gromady, którym przyporządkowano poszczególne miejscowości:
- Kaliska – Kaliska, Bartel, Płociczno, Studzienice, Łążek i Frank oraz z dotychczasowej gromady Lipy – Kazub, Dunajki, Lipska Karczma, Lipski Młyn i Stara Lipa
- Piece – Piece, Iwiczno, i Młyńsk,
- Czarna Woda – Czarna Woda, Jastrzębie (z gromady Zimne Zdroje) oraz część z gromady Łąg
- Huta Kalna – Huta Kalna, Lubiki, Czarne.

W 1961 r. zlikwidowano gromadę Huta Kalna, a miejscowości Czarne, Huta Kalna, Lubiki, Małe Lubiki, Czubek, Miechowiec i Trzechowo włączono do gromady Kaliska.
Kolejna reorganizacja systemu administracji państwowej i samorządowej, która miała miejsce w 1972 r., powołała w miejsce gromad i Gromadzkich Rad Narodowych, gminy i Gminne Rady Narodowe.
W skład utworzonej gminy Kaliska weszły: Bartel Wielki, Cieciorka, Czarna Woda, Czarne, Dąbrowa, Huta Kalna, Iwiczno, Kaliska, Lubiki, Piece i Studzienice.
Pierwszym naczelnikiem gminy został Kazimierz Buszek z Czarnej Wody. Po nim funkcję tę pełnił aż do roku 1990 – Henryk Balcerzak ze Starogardu Gdańskiego.

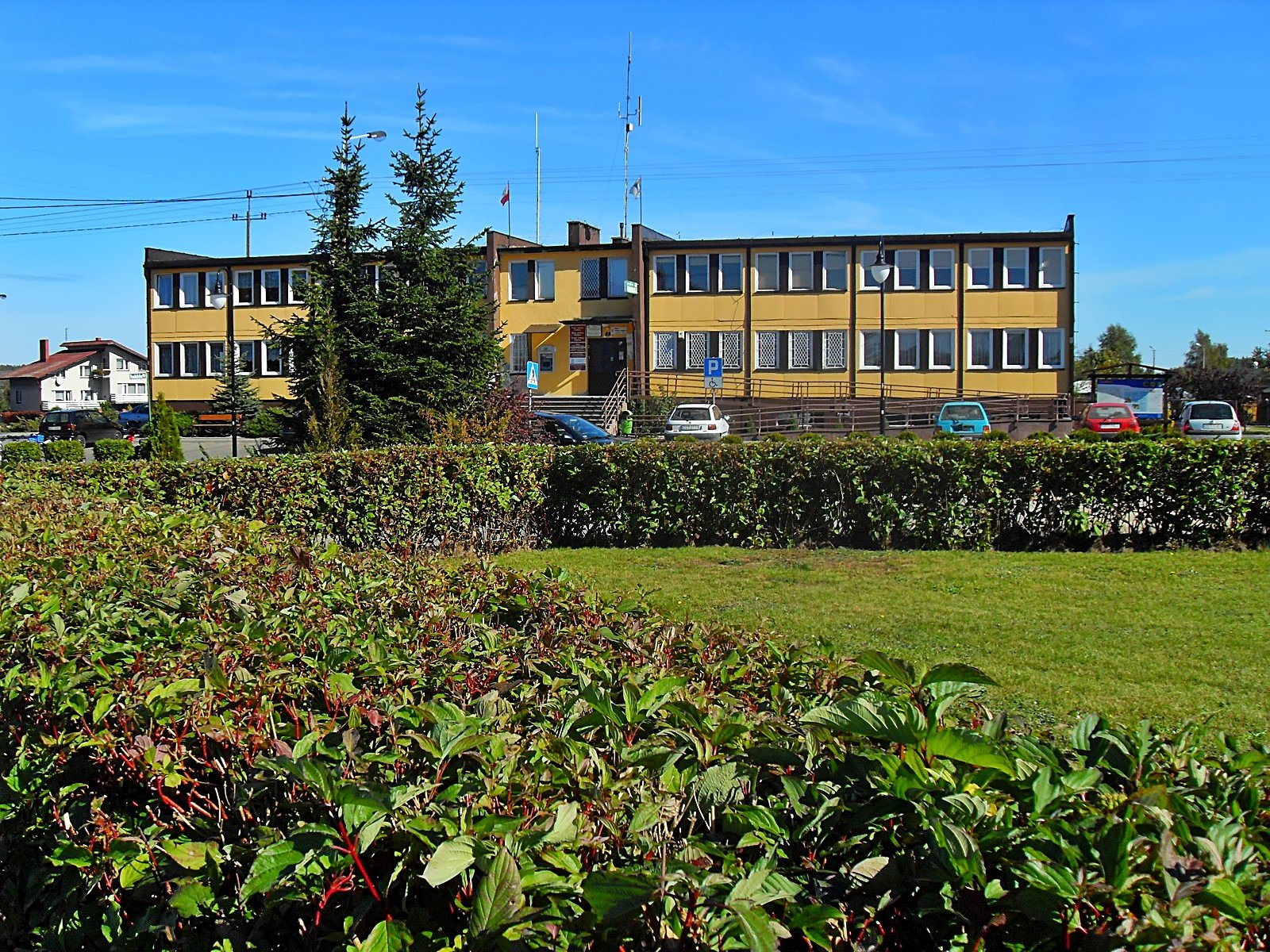
Budynek Urzędu Gminy przy ulicy Nowowiejskiej

Po demokratycznych przemianach w Polsce jakie miały miejsce w 1989 r., nastąpiło powołanie samorządu terytorialnego. 27 maja 1990 r. odbyły się w gminie Kaliska pierwsze, w pełni wolne wybory Samorządu Gminy. Stanowisko Wójta Gminy Kaliska kolejno piastowali:
- Antoni Cywiński – 4 kadencje 1990–1998 oraz 2002−2010
- Zbigniew Partyka – 1998–2002
- Sławomir Janicki – 2 kadencje 2010–2014 oraz od 2014

W Kaliskach mieści się wiele instytucji i organizacji o zasięgu gminnym. Oprócz opisywanego już Urzędu Gminy są to: Gminny Ośrodek Pomocy Społecznej, Samodzielny Publiczny Zakład Opieki Zdrowotnej, Zespół Szkół Publicznych (gimnazjum i szkoła podstawowa),Samorządowe Przedszkole Publiczne, Gminny Ośrodek Kultury, Gminna Biblioteka Publiczna, Gminna Spółdzielnia „Samopomoc Chłopska”, Posterunek Policji, filia Banku Spółdzielczego w Skórczu, Urząd Pocztowy, OSP Kaliska oraz Nadleśnictwo Kaliska.
1 stycznia 1993 r. wyłączono z gminy sołectwo Czarna Woda, czyniąc je miastem (gminą miejską). Czarna Woda była do końca 2024 r. najmłodszym miastem w województwie pomorskim – status ten uzyskała po Krynicy Morskiej (1991 r.), także powstałej wskutek wyłączenia z gminy wiejskiej.
30 grudnia 1994 r. z gminy Kaliska zostały wyłączone następne dwa sołectwa: Huta Kalna oraz Lubiki, które przeszły do miasta Czarna Woda, stając się częściami miasta.

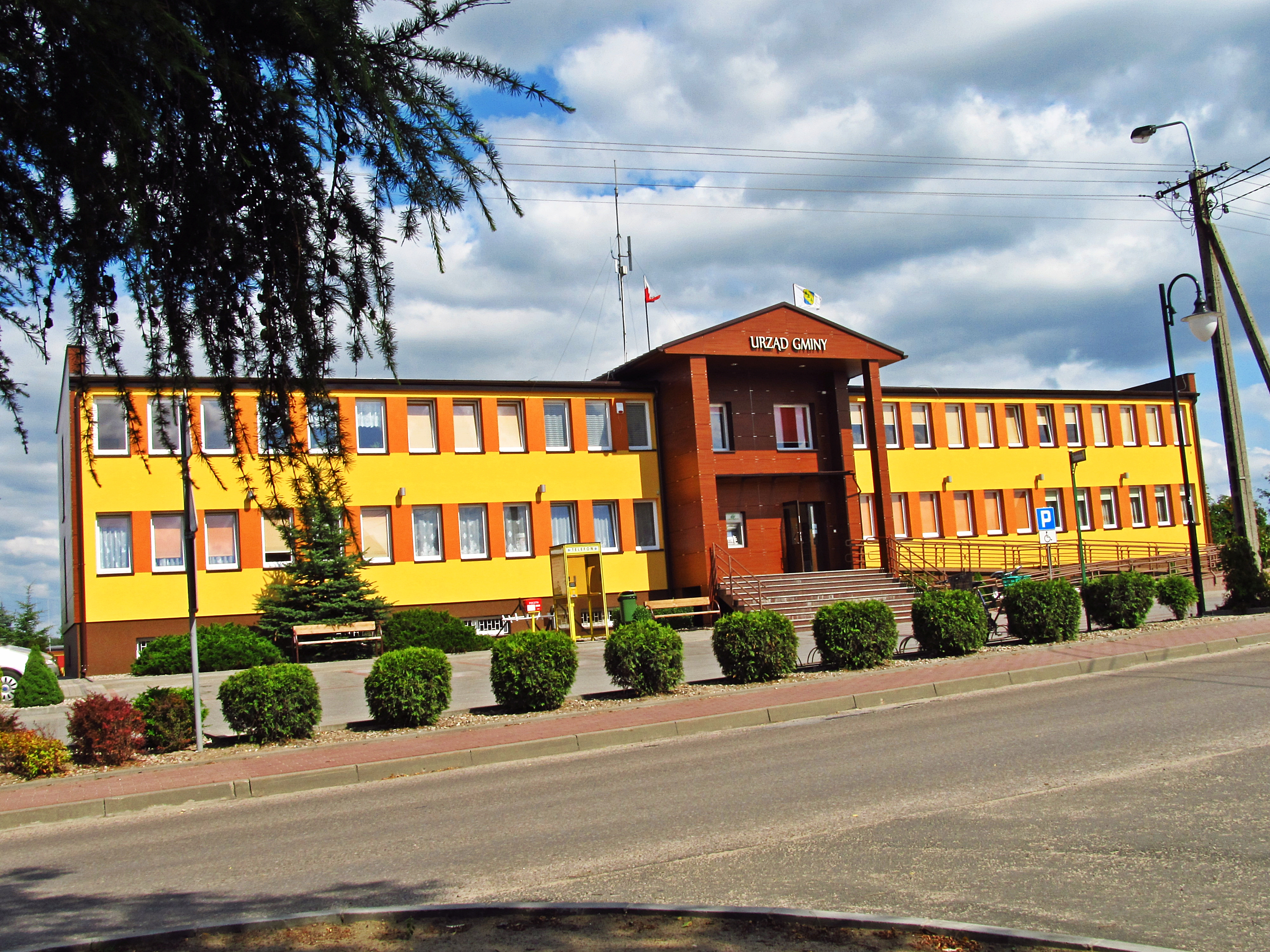
Frontowa ściana budynku Urzędu Gminy po modernizacji w 2013 roku

Podczas sesji Rady Gminy w dniu 1 lutego 2012 r., radni uchwalili statut Gminy Kaliska oraz wzór herbu i flagi.
Na przełomie drugiego i trzeciego kwartału 2013 roku, budynek Urzędu Gminy w Kaliskach przy ulicy Nowowiejskiej 2 został gruntownie zmodernizowany. Wymieniono stare i zniszczone drewniane okna na nowe plastikowe, ocieplono ściany zewnętrzne styropianem, po czym je otynkowano, całość pomalowano oraz wybudowano portal zewnętrzny nad głównym wejściem do budynku.

## Środowisko geograficzne

### Położenie
Gmina Kaliska jest położona między długością geograficzną 53°50′00″ a 53°57′40″, oraz szerokością geograficzną 18°02′30″ a 18°17′05″.
Odległość między najbardziej wysuniętymi na północ i południe punktami wynosi 14,8 km, a na kierunku wschód zachód – 14,3 km.
Gmina Kaliska jest najbardziej wysuniętą na zachód gminą Kociewia, położoną na północnym skraju Borów Tucholskich w obrębie Pojezierza Starogardzkiego.
Gmina Kaliska graniczy z gminami:

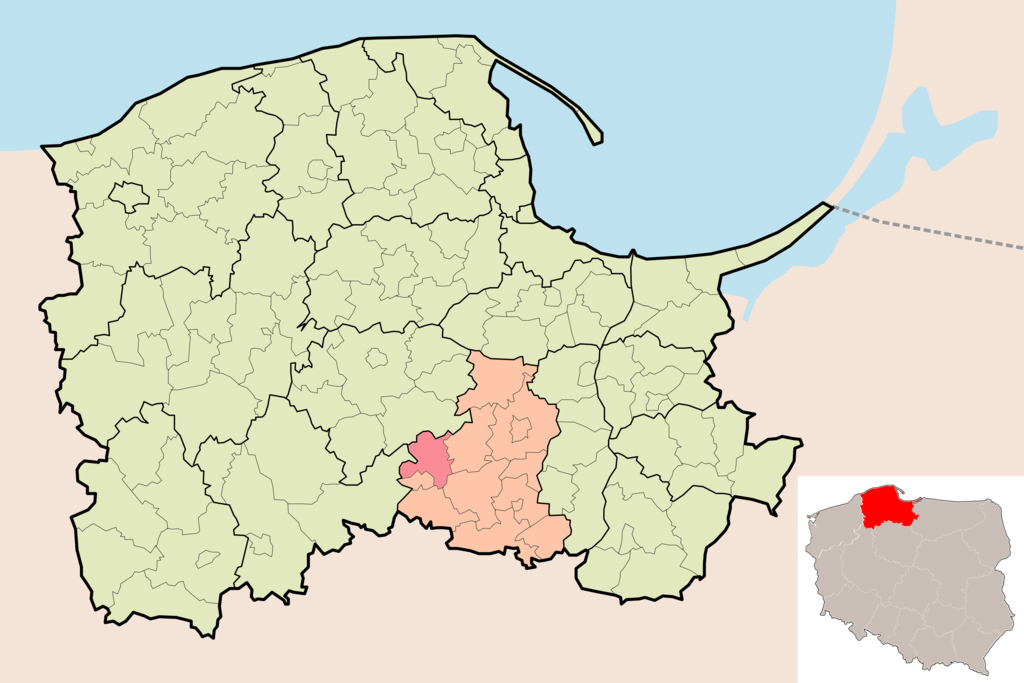
Map – PL – powiat starogardzki – Kaliska

- od północy na długości 17,4 km z gminą Stara Kiszewa, administracyjnie przynależącą do powiatu kościerskiego,
- od wschodu z gminą Zblewo na długości 16,8 km i Lubichowo na długości 5,1 km wzdłuż rzeki Wdy,
- od południa z gminą Osieczna na długości 5,5 km i Czarna Woda na długości 15 km,
- od zachodu z gminą Czersk na długości 16,8 km.

Łączna długość zewnętrznej granicy gminy wynosi 76,6 km.
Sąsiednie gminy: Czersk, Zblewo, Osieczna, Stara Kiszewa, Lubichowo, Czarna Woda.

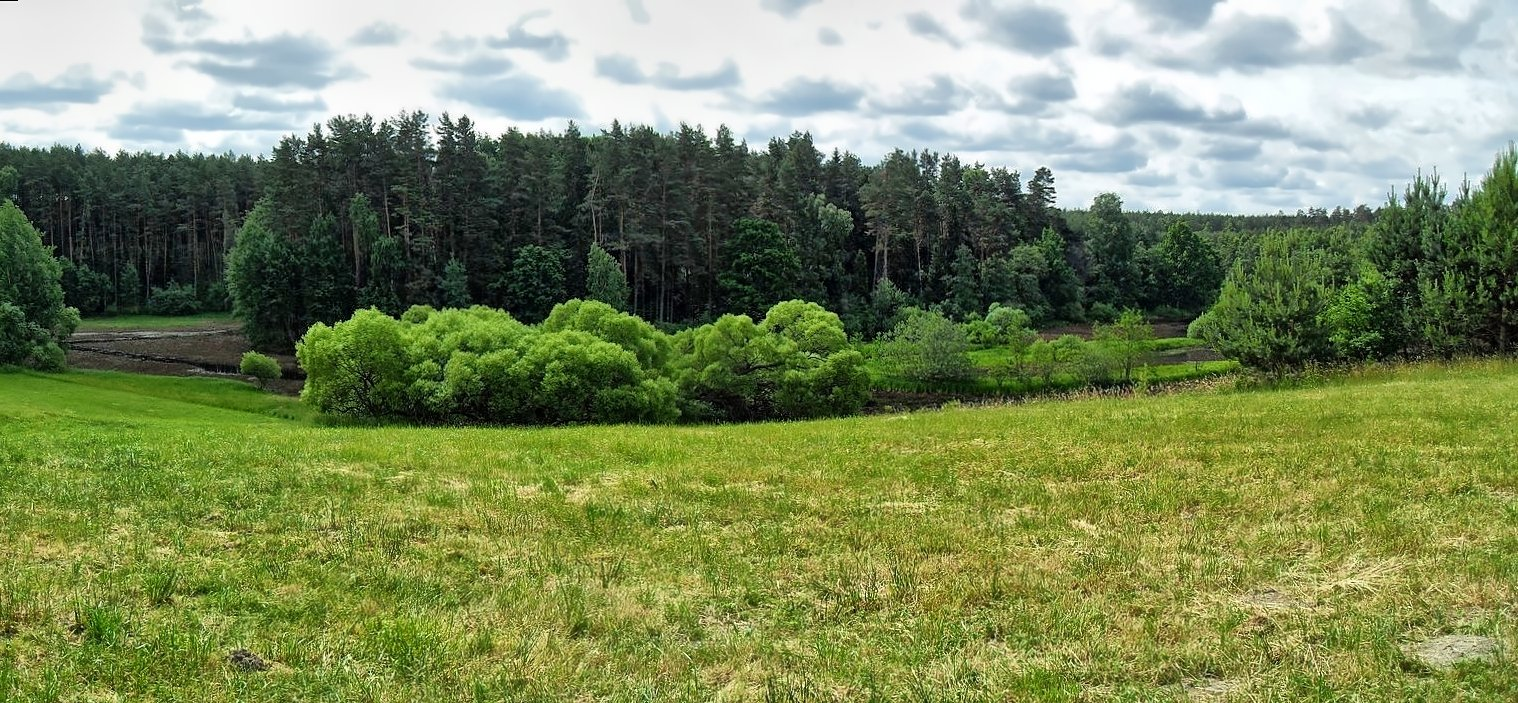
Panorama w Bartlu łąk i bagienka

Kształtowanie krajobrazu rozpoczęło się w epoce lodowej (około 13 tys. lat p.n.e.). Lądolód pochodzenia skandynawskiego przyniósł na Pomorze olbrzymie ilości osadów w postaci głazów, żwirów, piasków, glin itp. Właśnie dzięki temu zjawisku, gmina zawdzięcza niską (klasa V i VI) bonitację gleb. Na terenie gminy Kaliska brak cenniejszych surowców mineralnych, występuje tylko kruszywo budowlane w postaci grubego i miałkiego żwiru, a także margle łąkowe i torfy.
Najniżej położonym względem morza punktem na terenie gminy, jest punkt nad brzegiem rzeki Wdy, przy granicy między Młyńskiem a Małym Bukowcem, jego wysokość wynosi 99,9 m n.p.m. Najwyżej położony punkt znajduje się w odległości około 400 metrów od jeziora Wygonin, przy drodze z Bartla Wielkiego do miejscowości Zamek Kiszewski w gminie Stara Kiszewa i wynosi 160,4 m n.p.m.

### Klimat
Tak jak całe Pojezierze Kaszubskie, Gmina Kaliska znajduje się w przejściowej strefie klimatu morskiego oraz kontynentalnego, co ma wielki wpływ na zmienność i rozmaitość stanów pogody. Wszystkie pory roku zaczynają się tutaj około dwóch tygodni później niż w głębi kraju. Ciepłe i jesienne dni są przedłużane przez bliskość morza, natomiast późno topniejące lody na licznych jeziorach i rzekach, mają wpływ na chłodną wiosnę, kiedy to najbardziej dokuczliwe są północne i wschodnie wiatry. Bory Tucholskie otaczające gminę, czynią klimat na jej terenie bardziej suchy niż panuje to w innych częściach Kociewia, co wiąże się z niższą temperaturą powietrza w okresie zimy. Nasłonecznienie w miesiącach grudniu i styczniu należy do najniższych w kraju. Najkrótsze w drugiej połowie czerwca noce na tym terenie, przy bezchmurnym niebie, należą do najbardziej jasnych nocy w Polsce.

### Zbiorniki i cieki wodne

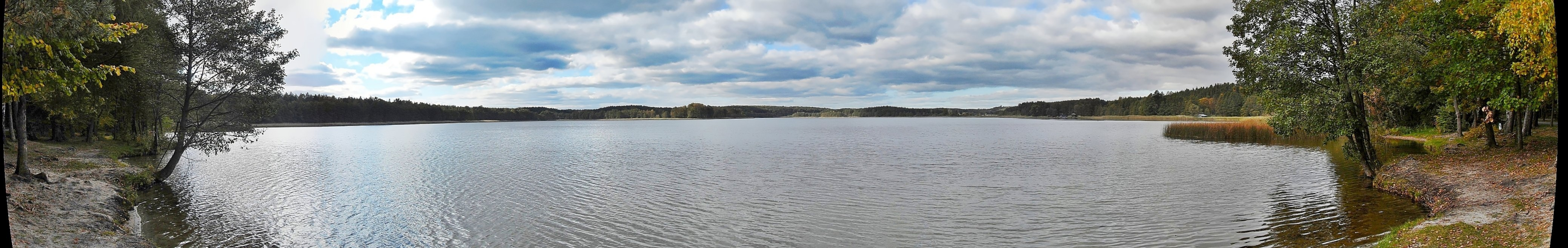
Panorama jeziora Trzechowskiego

Na terenie Gminy Kaliska znajduje się wiele jezior z których odpowiednio co do wielkości, należy wymienić: Trzechowskie – 76,00 ha, część jeziora Wygonin – 25,18 ha (na terenie gminy Kaliska), Kazub – 16,49 ha oraz jeziora Smolnik – 15,22, Studzienickie – 7,56, Głęboczek – 9,00, Gogolinek – 6,26, Iwiczek, Nierybno Duże, Nierybno Małe, Pieszczenko, Piaszczyste, Lipskie, Płociczno Duże, Płociczno Małe i kilka innych mniejszych.

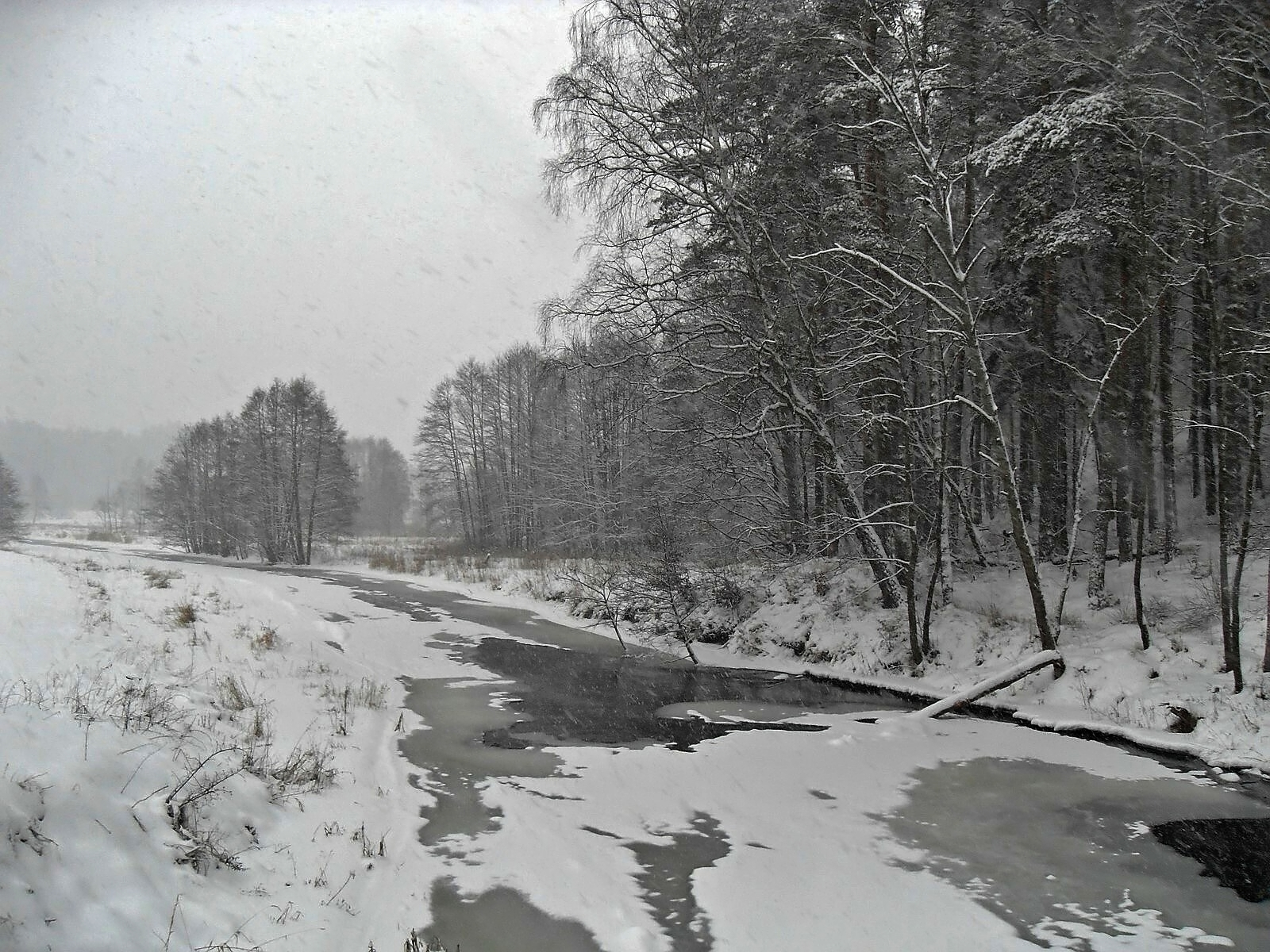
Rzeka Wda zimą 2011

Przez południową część gminy, konkretnie przez sołectwa Czarne i Iwiczno, płynie rzeka Wda na odcinku o długości około 9 km. Głębokość rzeki na tym terenie dochodzi do 3 m, natomiast szerokość wynosi od 10 do 30 m. Brzegi rzeki w zależności od terenu przez który przepływa, wahają się od 1 do 10 m wysokości. W latach 70 ub. w. rzeka Wda została m.in. na odcinku o którym mowa wyżej uregulowana, liczne zakola zostały zlikwidowane a brzegi umocnione faszyną. Od tego czasu grunty rolne i łąki bezpośrednio przylegające do rzeki, nie są wiosną zatapiane.
Szlakiem kajakowym na rzece Wdzie odbywają się w okresie wiosna – lato – jesień, krajowe oraz międzynarodowe spływy kajakowe.
Równolegle do rzeki Wdy biegnie kanał Wdy, będący nawadniającym odgałęzieniem, mającym swój początek niedaleko jeziora Wdzydze i miejscowości Borsk, a kończący się na łąkach w miejscowości Lubiki, skąd dwoma mniejszymi ciekami wodnymi, łączy się znów z rzeką Wdą.
W wodach rzeki Wdy występują m.in. trocie, płocie, lipienie, pstrągi, karasie, sielawa-morenka, szczupaki oraz bardzo rzadko węgorze i sandacze.

### Szata roślinna i świat zwierzęcy

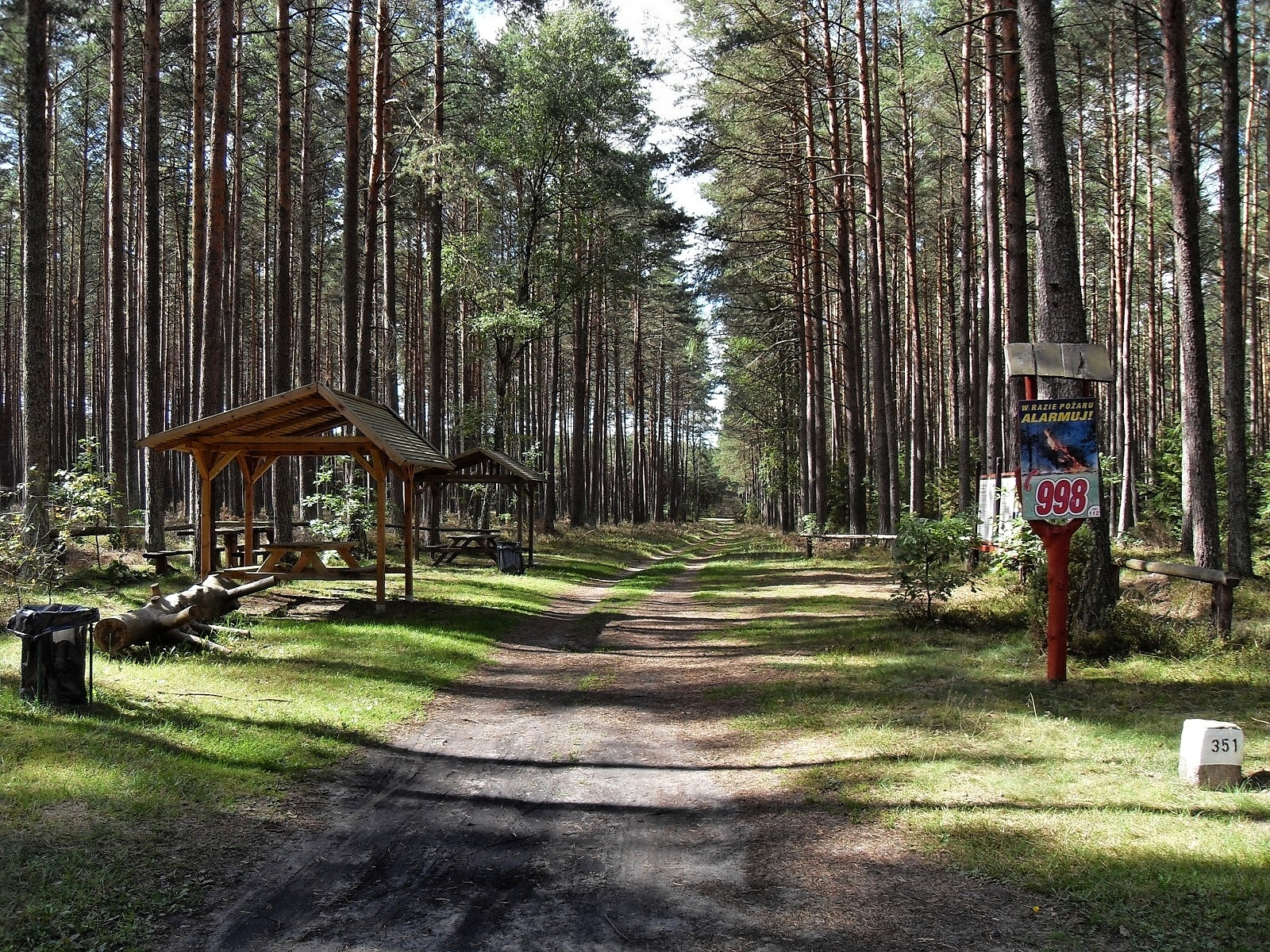
Odpoczynek w lesie

Krajobraz gminy Kaliska to w większości lasy sosnowe, decydujące o niezmiernie czystym i świeżym powietrzu, a także głębokiej ciszy i spokoju. 80% siedliska borowego stanowi sosna, a w miejscach o nieco żyźniejszej glebie, znaleźć można również drzewostany mieszane: świerki, graby, buki, brzozy, a nawet dęby. Bogate w różne gatunki owoców jest również runo leśne. Występują tutaj w dużych ilościach: jagoda czarna, borówka, poziomka, malina leśna, jeżyna oraz sporo gatunków grzybów jadalnych i trujących. Pokrycie ściółki leśnej stanowią: paprocie, wrzos, mchy – zarówno zielone, jak i siwe.
Drewno pozyskane z lasów, jak i owoce runa leśnego, przynoszą gospodarce krajowej znaczne dochody.

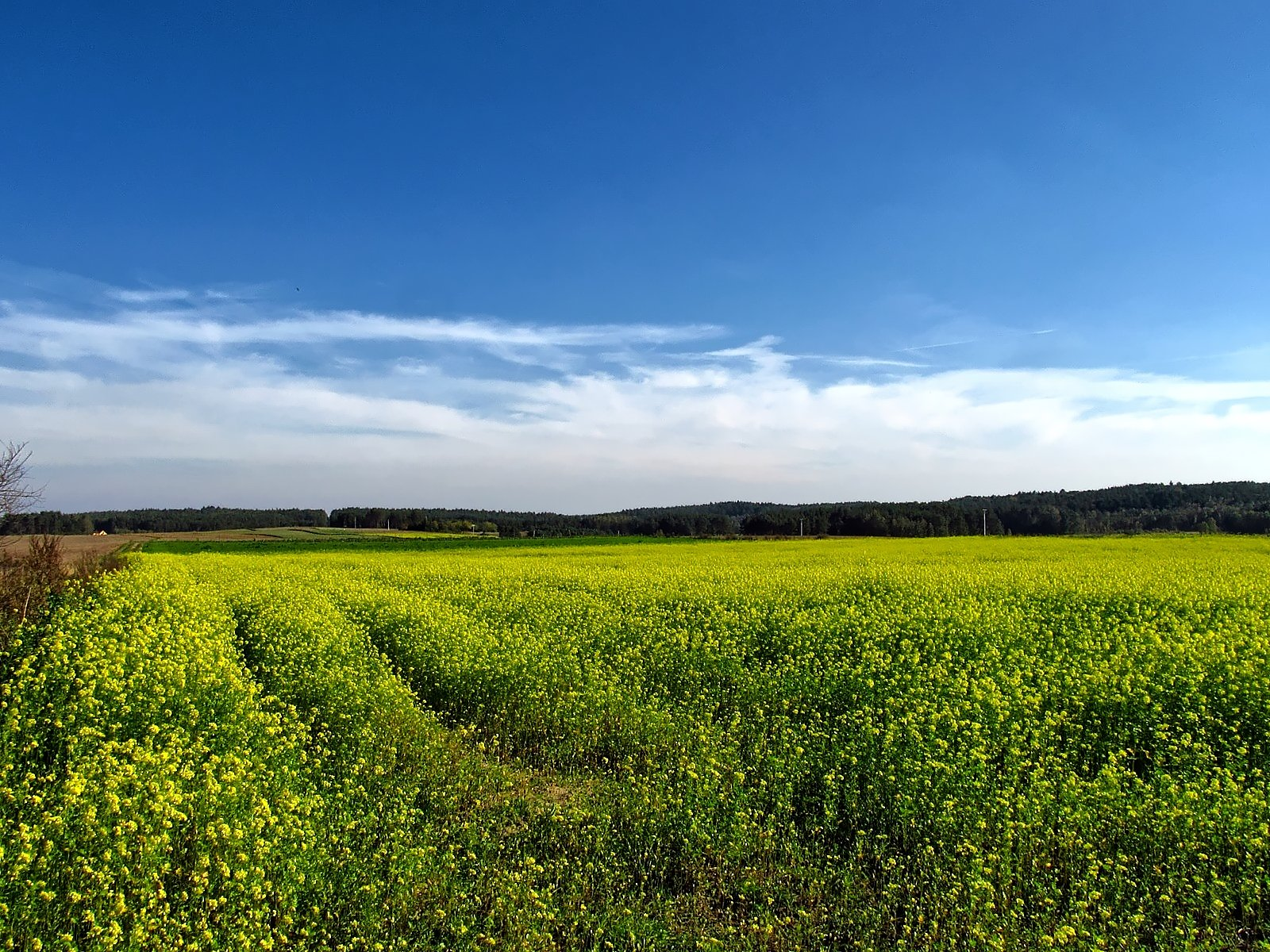
Żółte pola gorczycy

Na piaszczystych glebach, uprawia się żyto, ziemniaki, rośliny pastewne, a na nielicznych gruntach o wyższej klasie, pszenicę i gorczycę.
W dużych kompleksach leśnych, jak i na przylegających do nich gruntach rolnych, spotkać można z większych zwierząt jelenie, sarny oraz dziki. W rejonie Nadleśnictwa Kaliska w roku 1974 pokazały się drapieżne jenoty, które przybyły na ten teren zapewne ze wschodu. W obrębie rzeki Wdy występują dość licznie bobry, które o zmierzchu i nocą budują swoje żeremia, niszczą przy okazji okoliczny drzewostan liściasty. Na licznych zbiornikach wodnych spotkać można kaczki, perkozy dwuczube, nury czarnoszyjne, kurki wodne i łabędzie nieme.

### Szlaki turystyczne

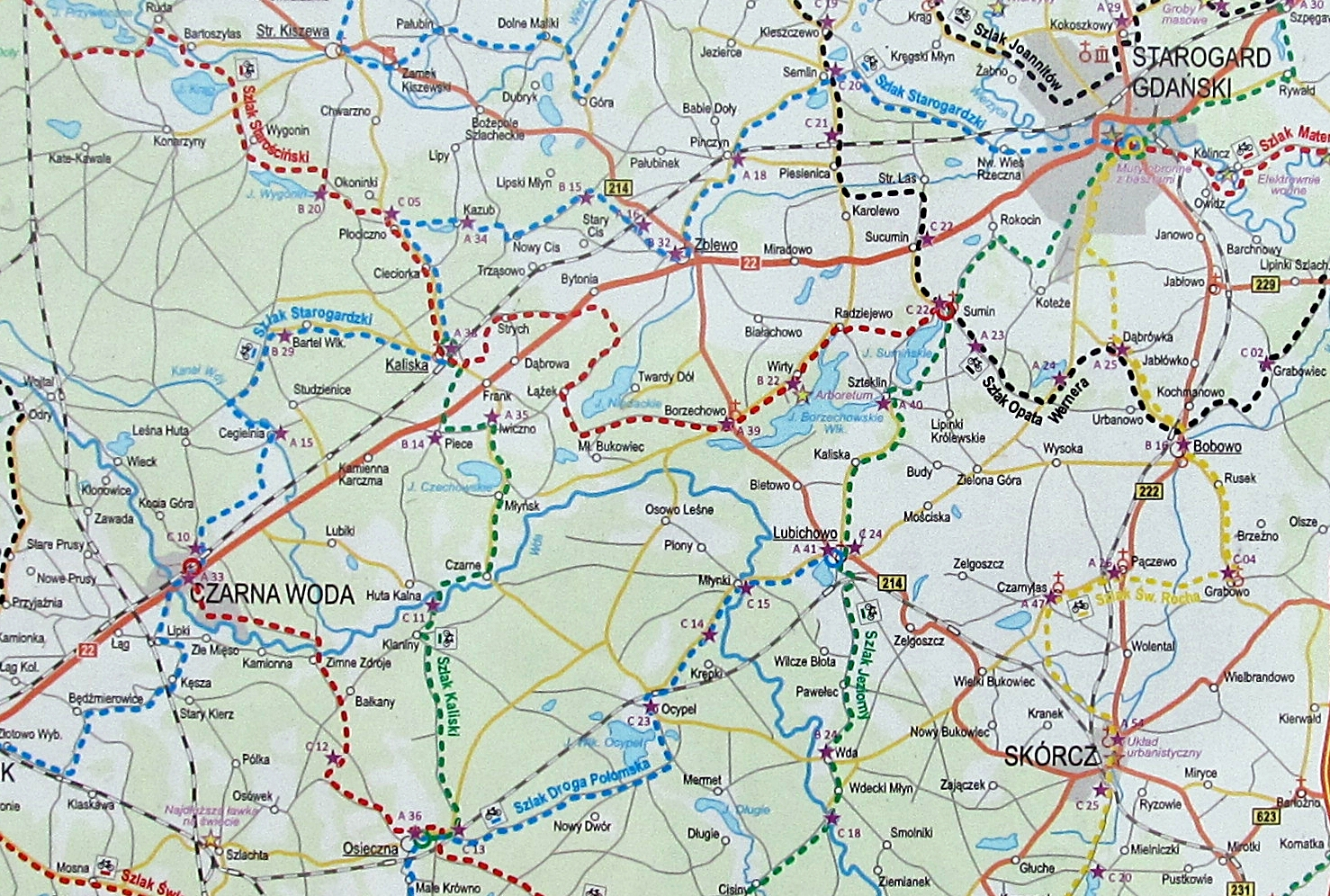
Mapa Kociewskich tras rowerowych

Przez gminę Kaliska przebiegają następujące szlaki turystyczne:

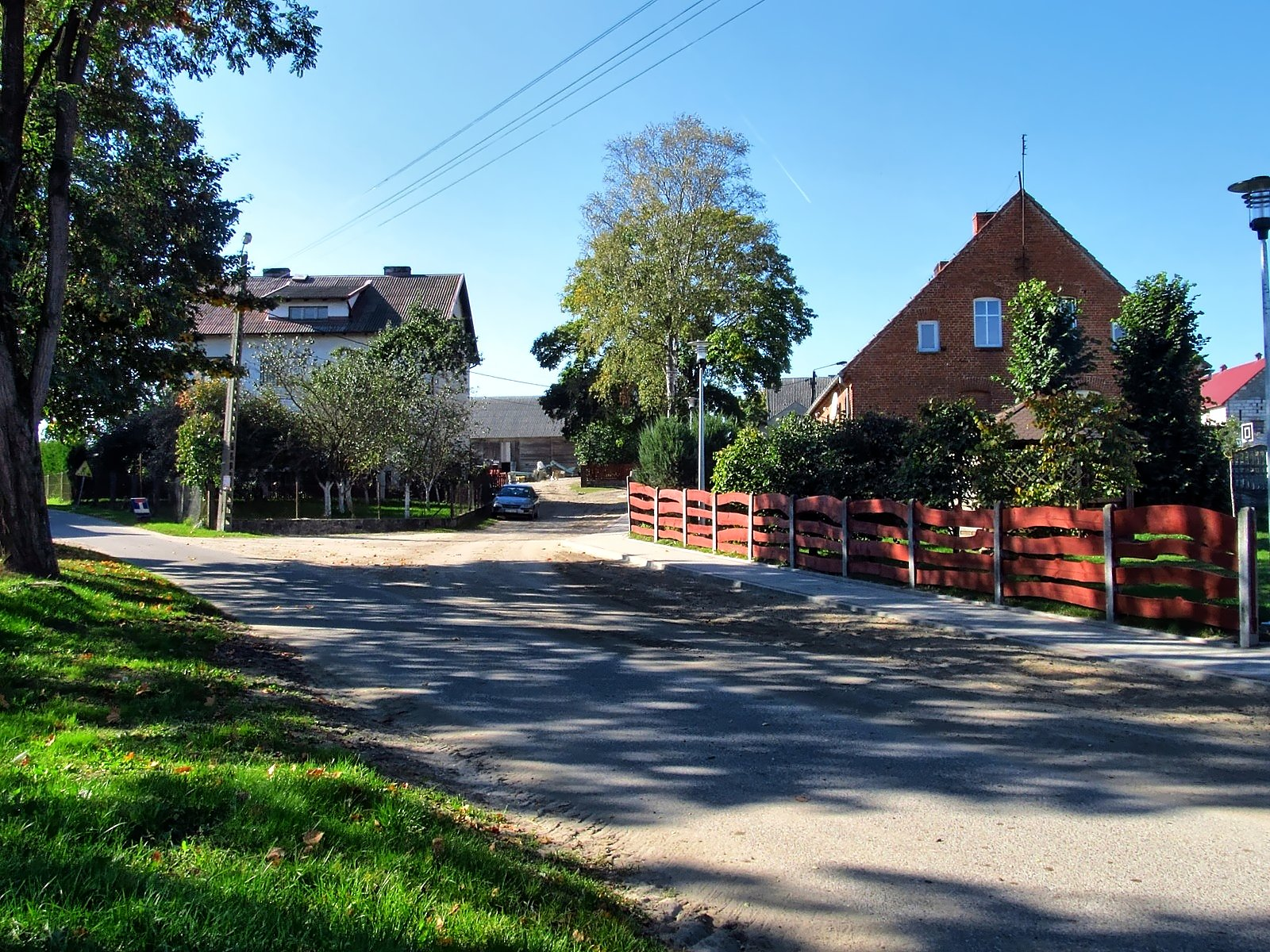
Była szkoła, Izba Pamięci Izydora Gulgowskiego

- Szlak im. Izydora Gulgowskiego (22,1 km), trasa szlaku i miejsca, które warto zobaczyć: Kaliska (osiedle tartaczne), Iwiczno (drewniana zabudowa wsi), Czarne, Ocypel (drewniana zabudowa wsi), Jezioro Ocypel (z kąpieliskiem)[13].
- Szlak Kociewski (5,2 km), trasa szlaku przebiega z Tczewa do Czarnej Wody, a na terenie gminy Kaliska, biegnie przez Młyńsk, Czarne i Czubek[14]

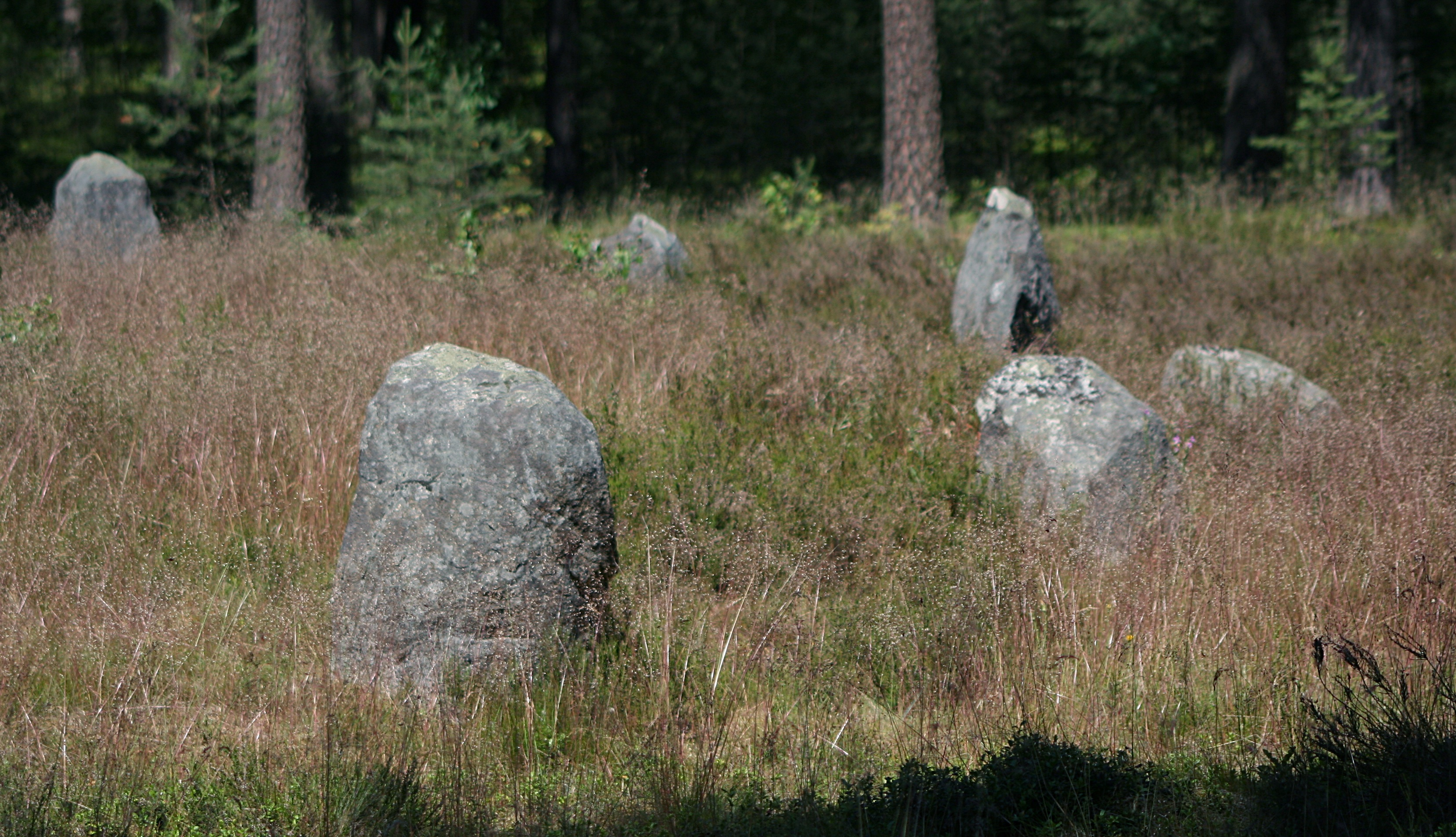
Odry krąg IV fragment 02.07.10 p

- Szlak Kręgów Kamiennych (5,5 km), trasa szlaku prowadzi z Sierakowic przez Odry, teren Kręgów Kamiennych do Czarnej Wody, a końcowy jej fragment biegnie zachodnią granicą gminy Kaliska przez Klonowice, przecinając w tym miejscu rzekę Wdę i dalej przy osadzie Kocia Góra[15]
- Szlak Kultur Megalitycznych (27 km), trasa szlaku i miejsca, które warto zobaczyć: Czarna Woda, Leśna Huta, Wojtal, Odry, Kamienne kręgi, Czarna Woda (lub Bąk).
- Szlak Arboretum (26 km), trasa szlaku i miejsca, które warto zobaczyć: Czarna Woda, Zimne Zdroje (punkt widokowy na rzekę Wdę), Lubiki, Huta Kalna, Młyńsk, Mały Bukowiec, Twardy Dół (Jezioro Niedackie), Arboretum Wirty i Ogród Dendrologiczny[16]

#### Kociewskie trasy rowerowe
- Trasa Starogardzka (46,5 km), Trasa: Czersk – Będźmierowice – Łąg – Czarna Woda – Leśna Huta – Bartel Wielki – Kaliska – Cieciorka – Cis – Zblewo – Pinczyn – Semlin – Starogard Gdański
- Trasa Starościńska (44 km), Trasa: Sumin – Szteklin – Wirty – Borzechowo – Twardy Dół – Bytonia – Cis – Kaliska – Cieciorka – Wygonin – Konarzyny – Olpuch
- Trasa Kaliska (18 km), Trasa: Kaliska – Piece – Iwiczno – Młyńsk – Klaniny – Osieczna[17]

## Infrastruktura

### Transport drogowy i kolejowy

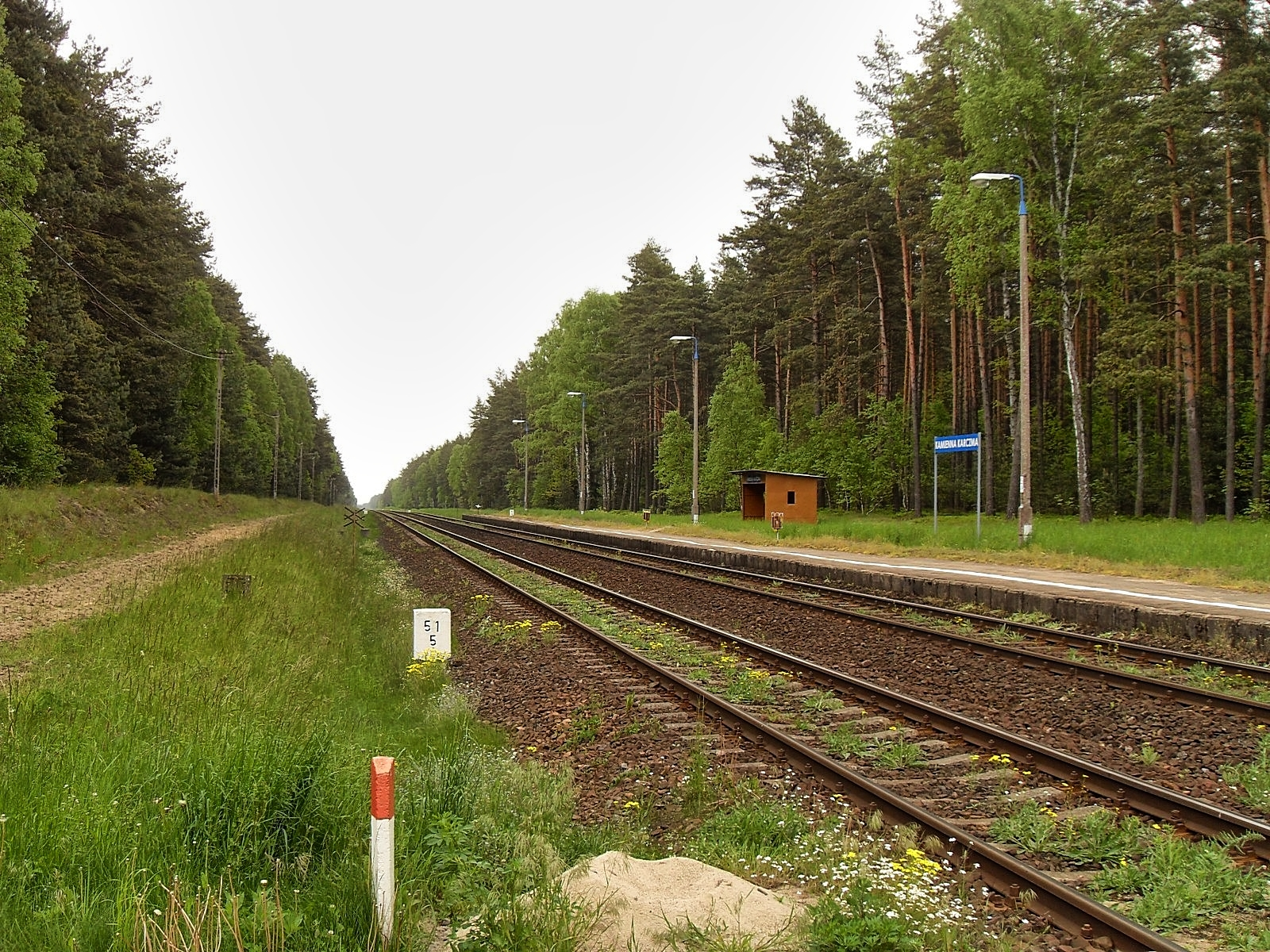
Przystanek kolejowy Kamienna Karczma

Przez teren gminy Kaliska, na odcinku o długości 9,1 km, przebiega wybudowana w latach 1871–1873 trasa kolejowa nr 203 Tczew – Chojnice z jedną stacją Kaliska i przystankiem Kamienna Karczma (zdjęcie po prawej).

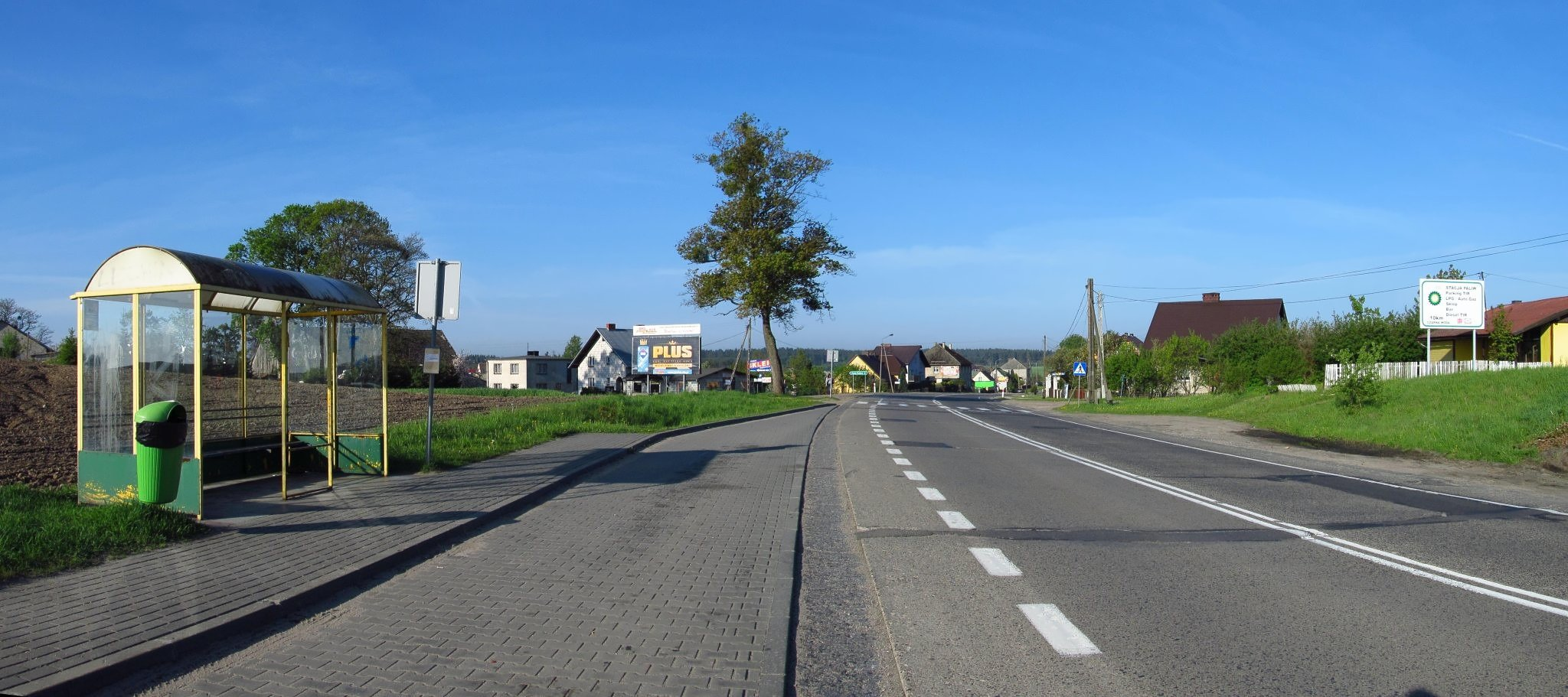
Ulica Starogardzka – DK 22

Prawie równolegle do niej, biegnie istotna dla ruchu kołowego, wybudowana z płyt betonowych w latach międzywojennych oraz podczas II wojny światowej, droga krajowa nr 22, łącząca Berlin z Królewcem, na trasie której w gminie Kaliska znajdują się miejscowości: Dąbrowa, Frank, Piece i Kamienna Karczma, patrząc ze wschodu na zachód. Długość odcinka drogi krajowej nr 22, przebiegającej przez teren gminy Kaliska wynosi 8,7 km a droga ta posiada tylko dwa łuki w miejscowości Piece. W 2012 r. ułożono na istniejącym podkładzie z płyt betonowych, nową nawierzchnię asfaltową.
Droga krajowa nr 22 posiada tylko jedno główne skrzyżowanie w miejscowości Frank z drogą powiatową nr 2407G łączącą Starą Kiszewę przez Kaliska, Czarne z Leśnictwem Baby.
Nad zachodnią granicą gminy, biegnie brukowa droga powiatowa nr 2701G z Czarnej Wody przez Leśną Hutę, Bartel Wielki do Kalisk, gdzie łączy się z drogą powiatową nr 2407G.

### Media komunalne
Mieszkańcy miejscowości Kaliska, Dąbrowa, Strych, Frank, Iwiczno, Bartel Wielki, Piece, Cieciorka, Płociczno, Dunajki, Okoninki, Studzienice gminy Kaliska, są zaopatrywani w wodę pitną z czterech ujęć: w Kaliskach, Piecach, Cieciorce i Studzienicach.
Mieszkańcy miejscowości do których nie została doprowadzona jeszcze woda z istniejących ujęć, zaopatrują się w wodę pitną z własnych, przydomowych studni.
Wieś gminna Kaliska posiada sieć kanalizacji sanitarnej oraz oczyszczalnię ścieków. Od 2011 r. realizowana jest budowa sieci kanalizacji sanitarnej w miejscowości Piece, skąd ścieki będą odprowadzane do oczyszczalni ścieków w Kaliskach. Sieć kanalizacji sanitarnej w Kaliskach oraz w Piecach, zapewnia możliwość zrzutu ścieków komunalnych, dla około 60% mieszkańców gminy Kaliska.
Łączność telefoniczną dla telefonii komórkowej, zapewniają trzy wieże antenowe, zlokalizowane w Kaliskach, Dąbrowie i Franku.
Energia elektryczna na teren gminy Kaliska, jest dostarczana jest ze stacji GPZ (Główny Punkt Zasilania), zasilanej linią przesyłową o mocy 110 KV, zlokalizowanej przy zakładach płyt pilśniowych w pobliskiej Czarnej Wodzie.

### Gminny Związek OSP

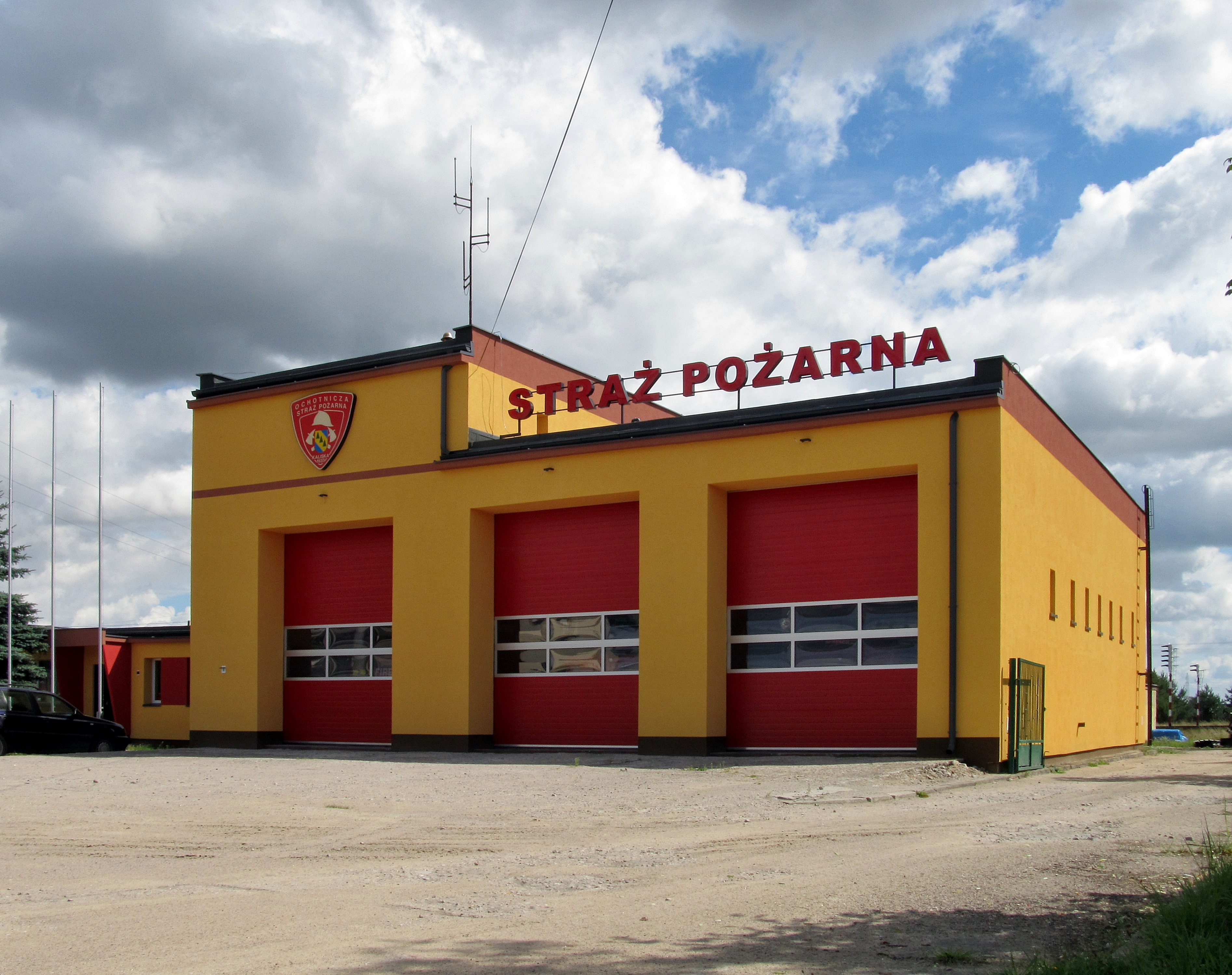
Remiza OSP Kaliska

Gminny Związek OSP Kaliska powstał w 1994 r., a w jego skład weszły jednostki OSP w Kaliska, OSP Piece oraz OSP Iwiczno.
OSP Kaliska jako straż pożarną w Kaliskach, wspomina się w dokumentach już w okresie międzywojennym, w której miało być 11 członków. Powstanie Straży Pożarnej w Kaliskach, które zainicjowali pracownicy Tartaku Lasów Państwowych, datuje się na rok 1937. Pierwsza siedziba znajdowała się w tartaku, w drewnianej szopie przy głównej bramie. Na wyposażeniu była ręczna pompa strażacka do konnego zaprzęgu oraz sprzęt gaśniczy w postaci węży, łopat, bosaków, tłumic i wiader. W latach powojennych, po roku 1945 straż została przekwalifikowana w Zawodową Straż Zakładową. W 1957 r. w Kaliskach na ulicy Krzywej, została w czynie społecznym wybudowana nowa, niewielka strażnica z jednym pomieszczeniem garażowym. Obecna remiza wraz z Domem Strażaka przy ulicy Nowowiejskiej, powstała w 1989 r. W roku 1995 OSP Kaliska została włączona do Krajowego Systemu Ratowniczo-Gaśniczego.

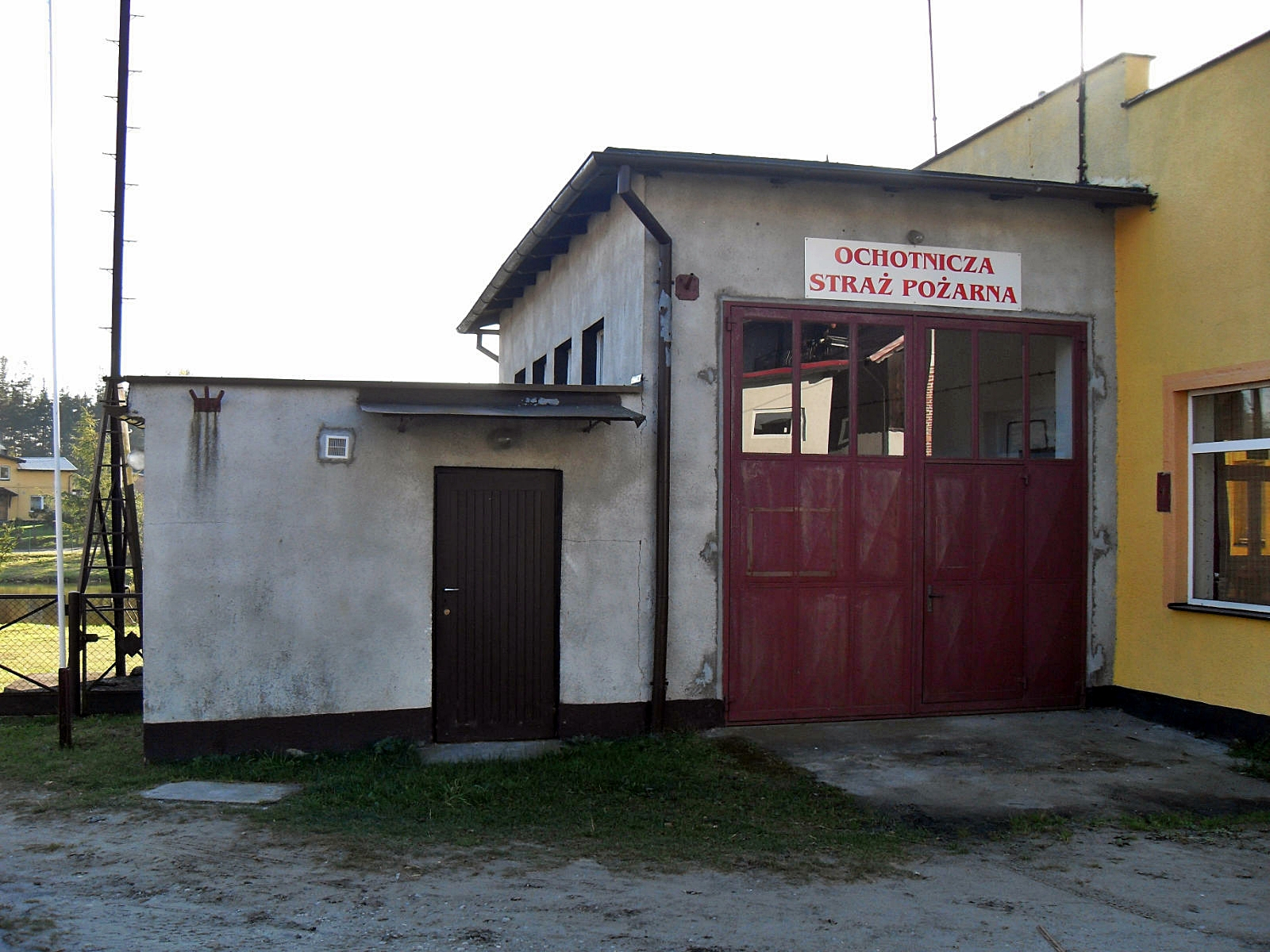
Remiza OSP Piece

OSP Piece powstała w 1932 r., a na swoim wyposażeniu miała ręczną pompę ciągniętą przez konie, do obsługi której potrzeba było ośmiu ludzi, po czterech na każdą stronę. Dla uczczenia dwustulecia powstania wsi, zawiązał się komitet organizacyjny budowy remizy strażackiej. Prace przy budowie ruszyły w 1962, przy wielkim zaangażowaniu się całej wsi zarówno w pracach budowlanych, jak i środkach materialnych. Budowa remizy wraz z Domem Strażaka, zakończyła się w kwietniu 1963 r.
OSP Iwiczno jest najstarszą jednostką pożarniczą na terenie gminy Kaliska, albowiem powstała w 1874 r. Budynek remizy zbudowany przed I wojną światową, był wielokrotnie modernizowany i do dnia dzisiejszego mieści się w nim zaledwie samochód typu Żuk. Ostatnia modernizacja budynku remizy, miała miejsce w 1956 r. nie licząc odnowienia elewacji zewnętrznej.

### Gminny Ośrodek Zdrowia

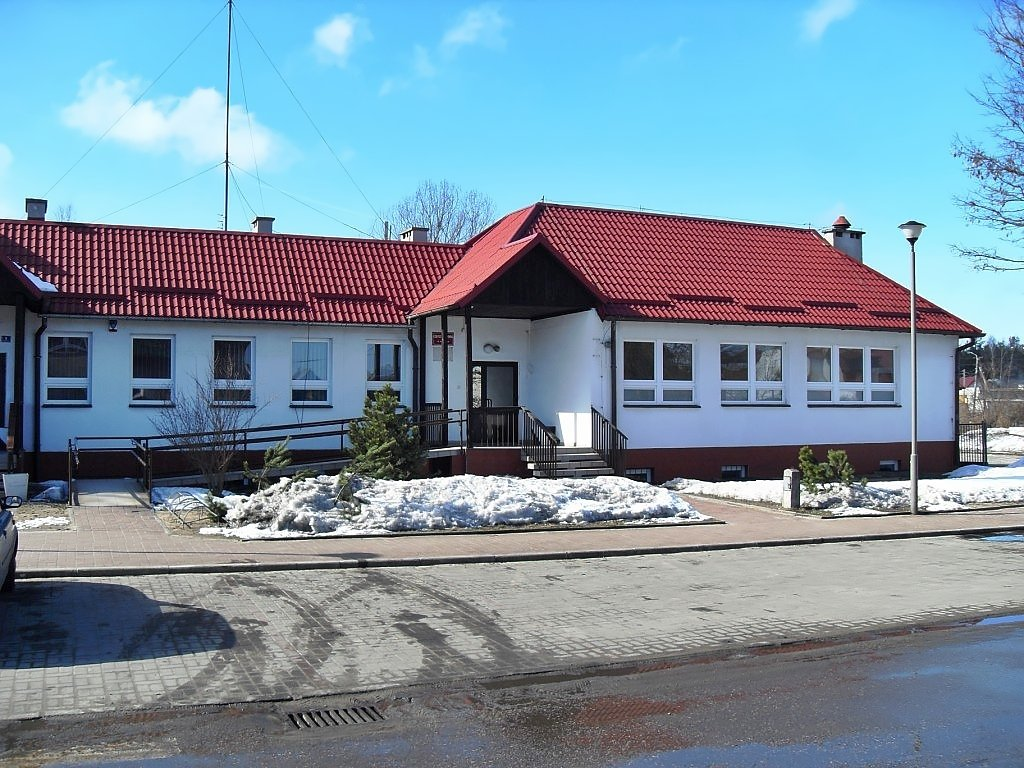
Budynek Ośrodka Zdrowia w Kaliskach

Początkowo Ośrodek Zdrowia mieścił się w Zakładzie Przemysłu Drzewnego w Kaliskach przy ulicy Dworcowej i zajmował dwa pokoje oraz poczekalnię. W połowie lat 80. wybudowano nowy budynek Ośrodka Zdrowia przy ulicy Nowowiejskiej, który do dnia dzisiejszego świadczy opiekę zdrowotną mieszkańcom gminy Kaliska. Bezpośrednio do budynku ośrodka, przylega budynek z pięcioma mieszkaniami dla służby zdrowia. Przy ośrodku stacjonuje na co dzień ambulans pogotowia ratunkowego, uzupełniając w ten sposób lukę pomiędzy Starogardem Gdańskim a Czerskiem.

## Gospodarka

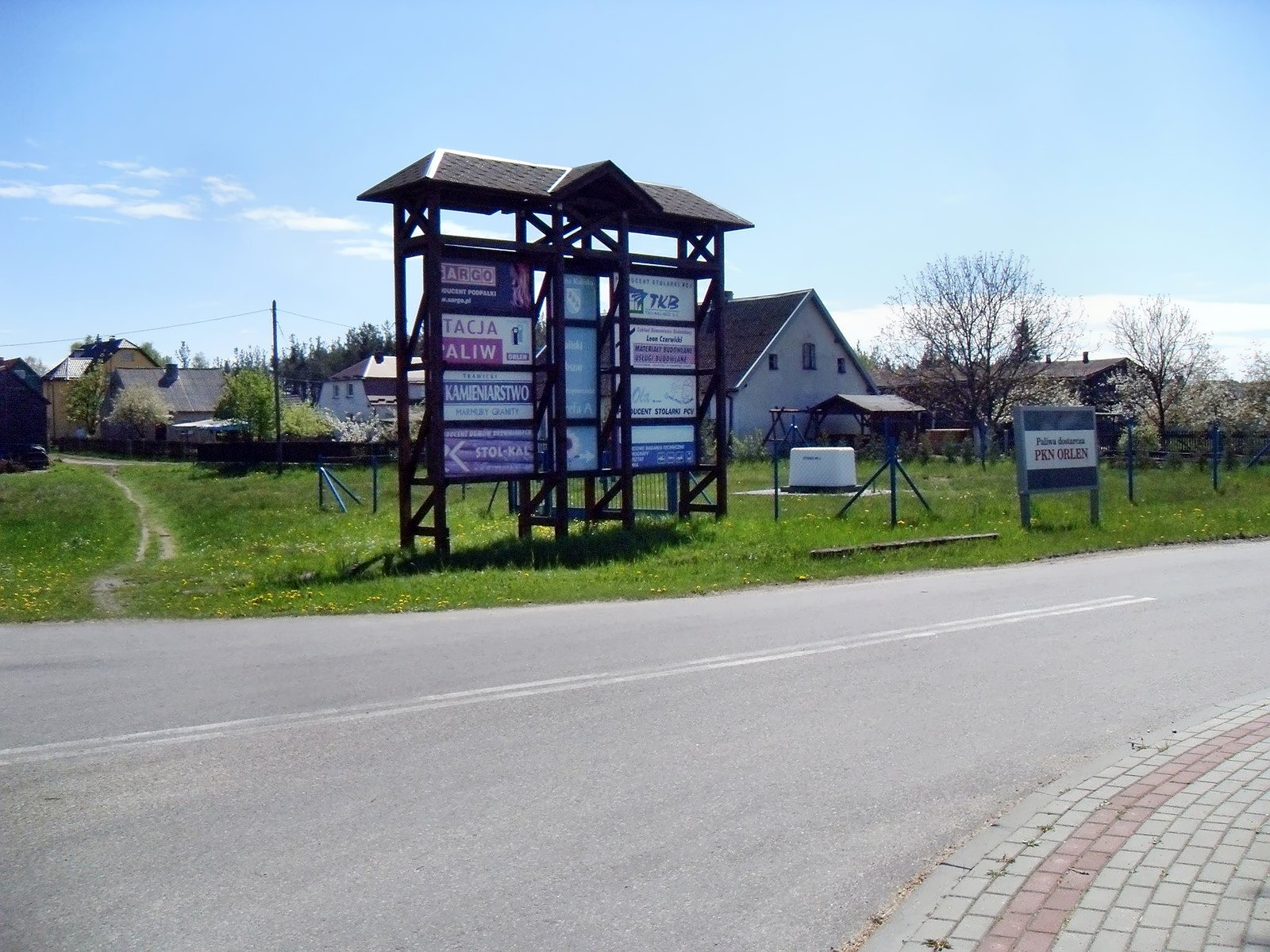
Tablica KOP-u – Kaliski Obszar Przedsiębiorczości

Na terenie gminy zarejestrowanych jest około 250 przedsiębiorców, prowadzących w zdecydowanej większości działalność usługową taką jak: transport leśny, usługi remontowo-budowlane, stolarstwo i przetwórstwo z drewna, obsługa pojazdów, usługi kosmetyczno-pielęgnacyjne.
W zakresie działalności produkcyjnej, działają na tym terenie firmy zajmujące się wyrobem: nagrobków, wikliniarstwem, produkcją drzew i krzewów ozdobnych, wyrobem podpałki oraz produkcją pieczarek.
W samej wiosce Kaliska, przy ulicy Długiej 5, funkcjonuje od kilku lat „Kaliski Obszar Przedsiębiorczości”, na terenie którego znajduje się sporo dużych zakładów produkcyjno-usługowych zajmujących się m.in.: kamieniarstwem, stolarką okienną, usługami tartacznymi i stolarskimi, obsługą pojazdów, usługami remontowo-budowlanymi, stacja paliw.

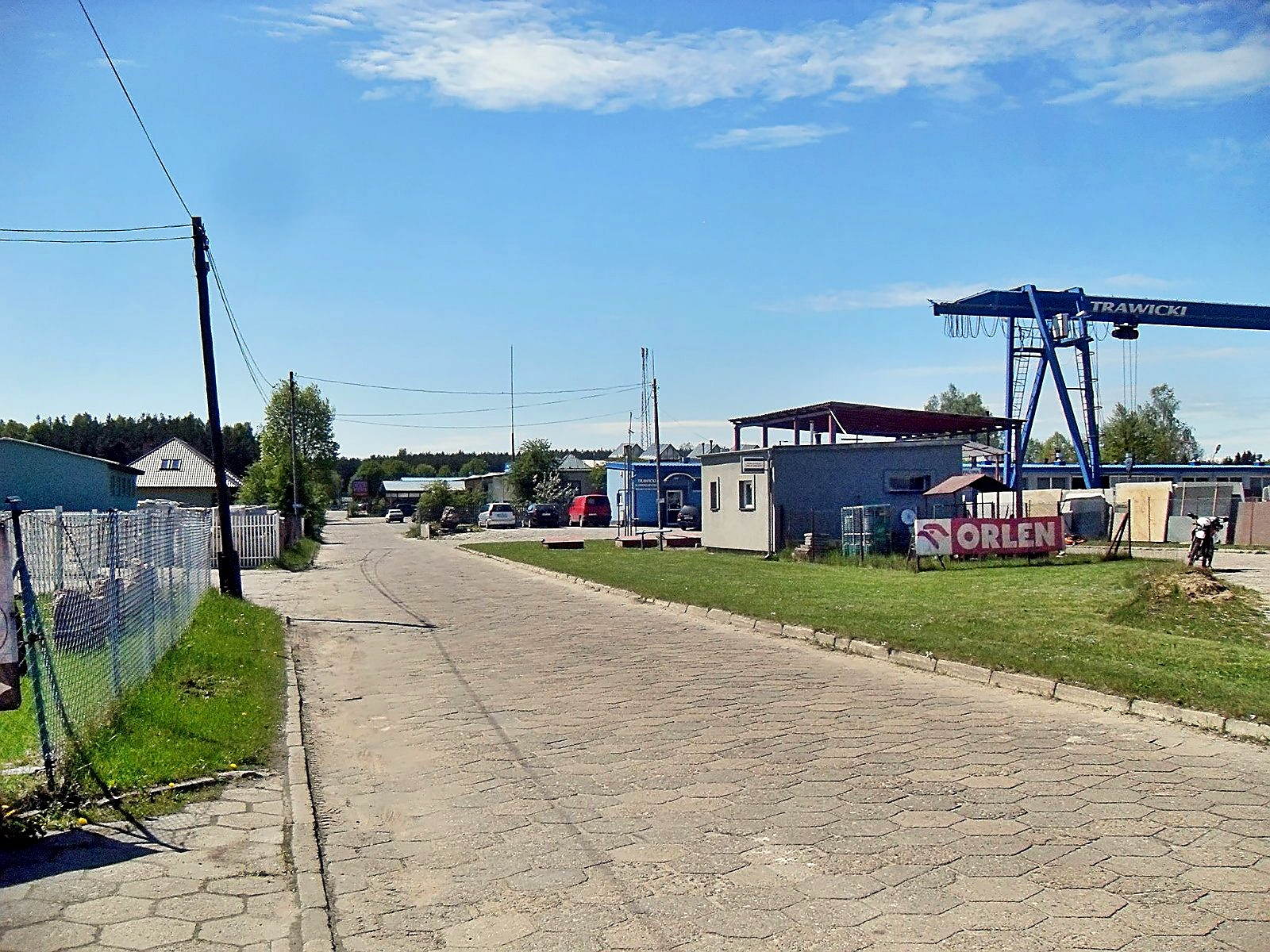
Teren KOP-u w Kaliskach

Do największych zakładów pracy na terenie gminy należą m.in.: Przedsiębiorstwo Produkcyjno-Handlowe „KASZUB” – Wejherowo, Gminna Spółdzielnia „Samopomoc Chłopska”, Firma „STOL-KAL”, Zakład Kamieniarski, PHU Stacja Obsługi Pojazdów, PHU „ADAM-POL”, Auto-Serwis, Zakład Remontowo-Budowlany, Przedsiębiorstwo Produkcyjno-Usługowe „OLA” (stolarka okienna), Zakład Produkcyjny „TRO-KAL-BUD”, Usługi Transportu Leśnego, PHU „LASTRANS”, Zakład Produkcyjno-Usługowy „GALANT”.

## Oświata i kultura

### Szkolnictwo

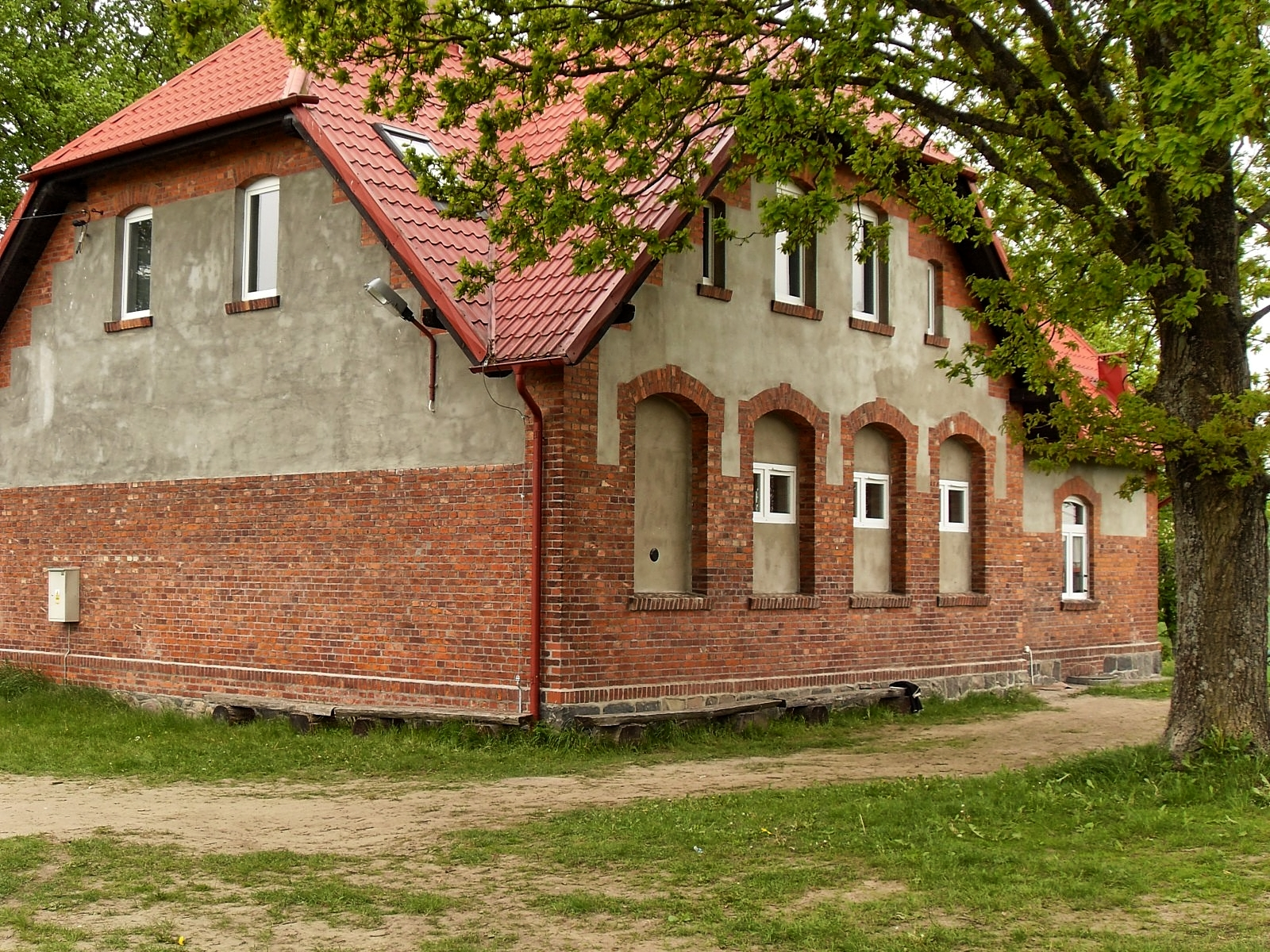
Budynek byłej szkoły w Bartlu Wlk.

W końcowych latach XIX w. oraz w pierwszej połowie XX w., na terenie obecnej gminy Kaliska istniało 12 większych lub mniejszych szkół, w których dzieci pobierały nauki. Postępująca reorganizacja życia społecznego, spowodowała systematyczne ich zamykanie i gromadzenie uczniów w szkołach nowszych o większej liczbie izb lekcyjnych i etatów nauczycielskich. Po II wojnie światowej czynne szkoły podstawowe istniały w miejscowościach: Bartel Wielki, Cieciorka, Dąbrowa, Iwiczno, Kaliska, Piece i Płociczno. W dniu dzisiejszym istnieją budynki byłych szkół w Bartlu Wielkim – dzisiaj Ośrodek Rozwoju i Integracji Sołectwa, Cieciorce – obecnie świetlica wiejska, Dąbrowie – prywatne mieszkanie, Franku – prywatne mieszkanie, Iwicznie – część przeznaczona została na Izbę pamięci Izydora Gulgowskiego, a w pozostałej prywatne mieszkanie oraz w Leśnej Hucie – prywatne mieszkanie.

#### Szkoła i przedszkole w Kaliskach

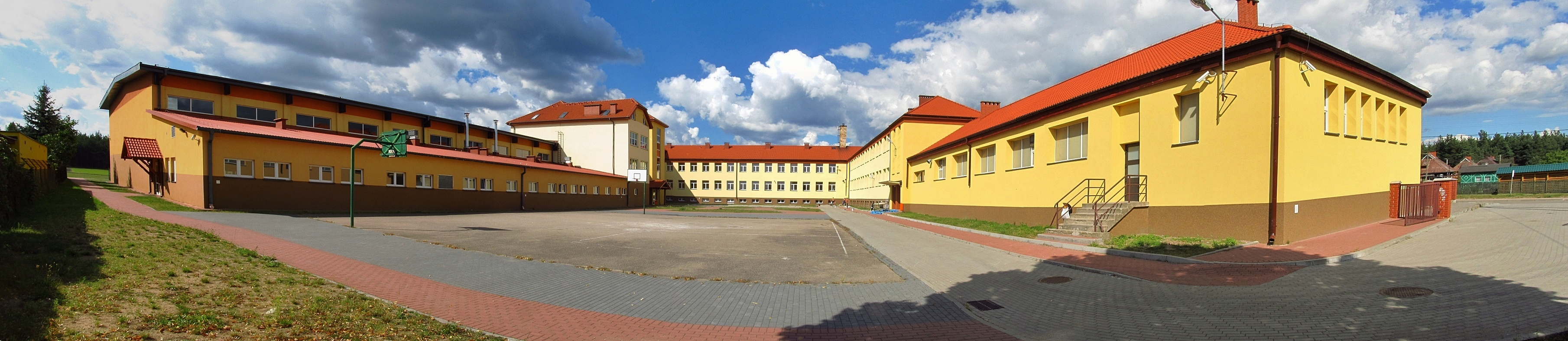
Zespół Szkół Publicznych w Kaliskach

Do 1951 roku szkoła podstawowa w Kaliskach mieściła się w murowanym budynku z czerwonej cegły przy ulicy Długiej. W latach 1949–1951 w innej części wsi Kaliska, rozpoczyna się budowa nowej szkoły i w dniu 1 września 1951 nauka rozpoczyna się już w nowym, przestronnym budynku. W kolejnych latach Szkoła w Kaliskach podobnie jak i inne szkoły w kraju, przechodzi kilkukrotną reformę szkolnictwa polskiego. W związku z kolejną reformą w 1973 roku, powołano we wsi Zbiorczą Szkołę Gminną. Placówce podlegały wówczas szkoły w Piecach, Czarnej Wodzie, Lubikach, Hucie Kalnej, Iwicznie, Dąbrowie, Cieciorce i Bartlu Wielkim.
W 1999 r. został powołany do życia Zespół Szkół Publicznych, w skład którego weszły: Publiczna Szkoła Podstawowa oraz Publiczne Gimnazjum.
We wrześniu 2008 r. oddano do użytku nową halę sportową wraz z zapleczem socjalnym o łącznej powierzchni 1688 m². Powstał ładny, nowoczesny i bardzo dobrze wyposażony obiekt sportowy, w którym można organizować poza zajęciami z wychowania fizycznego zawody w wielu dyscyplinach sportowych. Placówka zatrudnia 41 nauczycieli oraz 18 pracowników obsługi i otacza opieką dydaktyczno – wychowawczą, 500 uczniów w 22 oddziałach(stan na 1 lutego 2011 r.). We wrześniu 2010 r. oddano do użytku część gimnazjalną kompleksu szkolnego o powierzchni 1107 m². Gimnazjum posiada 9 sal lekcyjnych i pracownię komputerową.

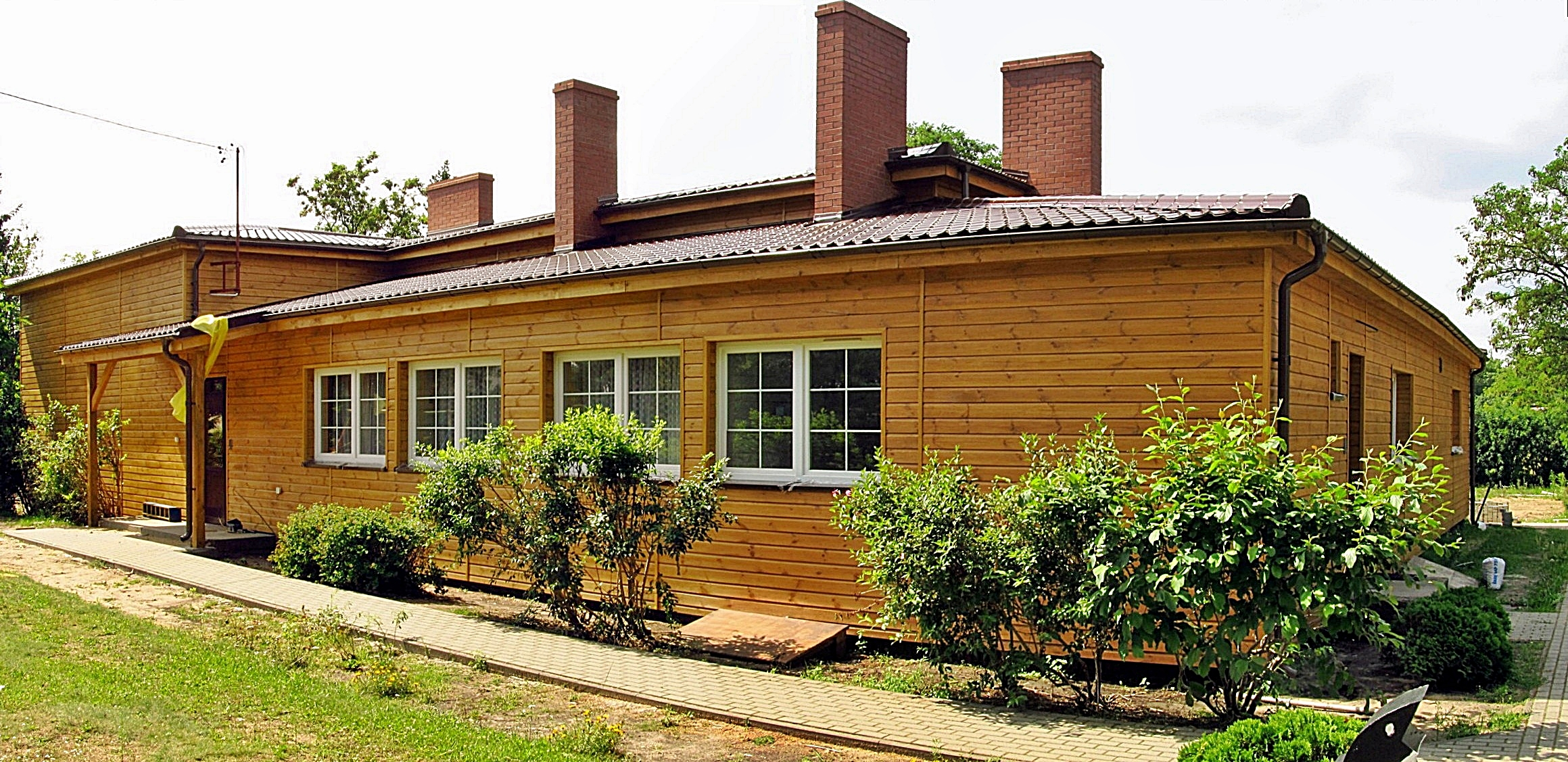
Przedszkole w Kaliskach

Działające obecnie przedszkole przy ulicy Nowowiejskiej, do którego uczęszcza 95 dzieci (stan – październik 2007), mieści się w zbudowanym w 1936 r. drewnianym, jednokondygnacyjnym budynku, wybudowanym w tym samym okresie co istniejące po sąsiedzku osiedle domków tartacznych. Przedszkole posiada swój własny hymn autorstwa p. Grażyny Cieplińskiej, ponadto ma dostęp do stałego łącza internetowego i posiada własną stronę internetową. Obiekt wraz z terenem z nim związanym o pow. 8737m², stanowi własność Gminy Kaliska.

#### Szkoła w Piecach

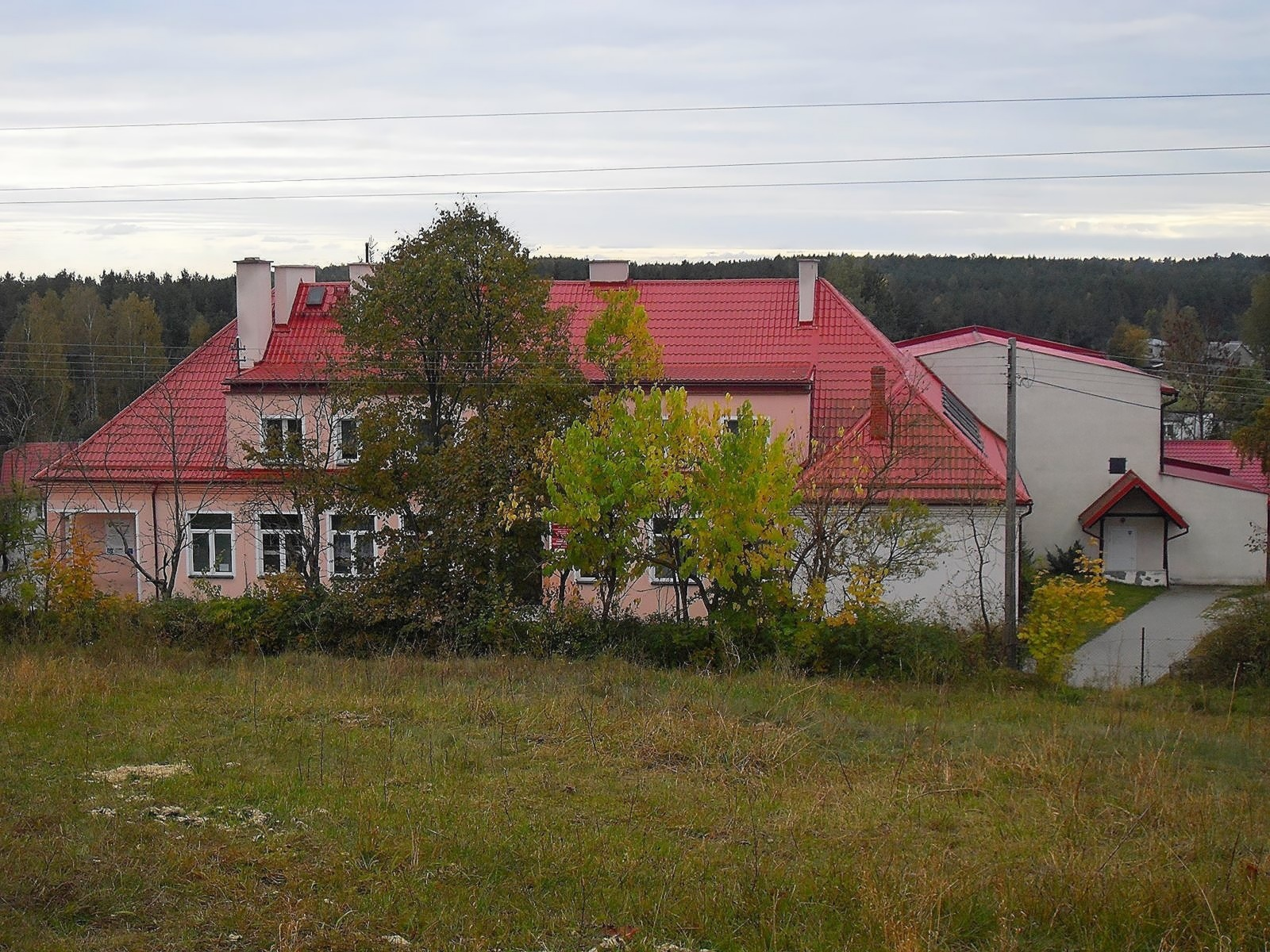
Szkoła podstawowa w Piecach

Pierwsza szkoła w Piecach powstała już w 1843 roku, lecz po pewnym czasie spłonęła od uderzenia pioruna. Brak jednak informacji, kiedy została odbudowana. Wiadomo jedynie, iż w drugiej połowie XIX wieku istniała tu niemiecka szkoła ewangelicka. Na przełomie lat 1906–1907 miał w szkole w Piecach, podobnie jak i w innych szkołach tego terenu, strajk uczniów spowodowany zakazem używania języka polskiego w trakcie nauczania.
Trudne warunki nauczania trwały w szkole w Piecach do 1959 r., kiedy to w dniu 20 sierpnia 1959 r. oddano do użytku nową 1000 – latkę, która już na tamten okres, okazała się za mała. W nowym budynku szkoły nie było sali gimnastycznej. Do lat 70. XX wieku uczono dodatkowo w pomieszczeniach tzw. „starej” szkoły. W 1997 roku, z inicjatywy byłej nauczycielki tej szkoły mgr Zofii Czarnowskiej, powstał Komitet Rozbudowy Szkoły Podstawowej w Piecach. W latach 1998–2002 została wybudowana sala gimnastyczna, a w 2005 r., dzięki środkom unijnym w ramach programu „Modernizacja Szkoły Podstawowej w Piecach”, przeprowadzono kapitalny remont szkoły. Placówka została również wyposażona w nowoczesny sprzęt i środki dydaktyczne. W 2004 r. z inicjatywy Grupy Odnowy Wsi, której liderem była dyrektor szkoły, Barbara Mania, powstał plac zabaw na szkolnym podwórku. Na przestrzeni swojego funkcjonowania Szkoła Podstawowa w Piecach była placówką z klasami I – IV, potem I – VII i I – VIII.
W dniu 12 czerwca 2000 r. Publicznej Szkole Podstawowej nadano imię Jana Pawła II, a poświęcenia dokonał ks. biskup Jan Bernard Szlaga. Dzięki staraniom Komitetu Rozbudowy Szkoły Podstawowej w Piecach, przeniesiono przedszkole z prywatnego budynku do budynku szkolnego. Uchwałą Rady Gminy w Kaliskach z 18 kwietnia 2006 r., z dniem 1 września 2006 r. utworzono Zespół Oświatowo – Wychowawczy w Piecach, w skład którego weszło samorządowe Publiczne Przedszkole i Publiczna Szkoła Podstawowa w Piecach zawierający klasy O-VI do których uczęszcza razem około 80 dzieci.

### Kultura

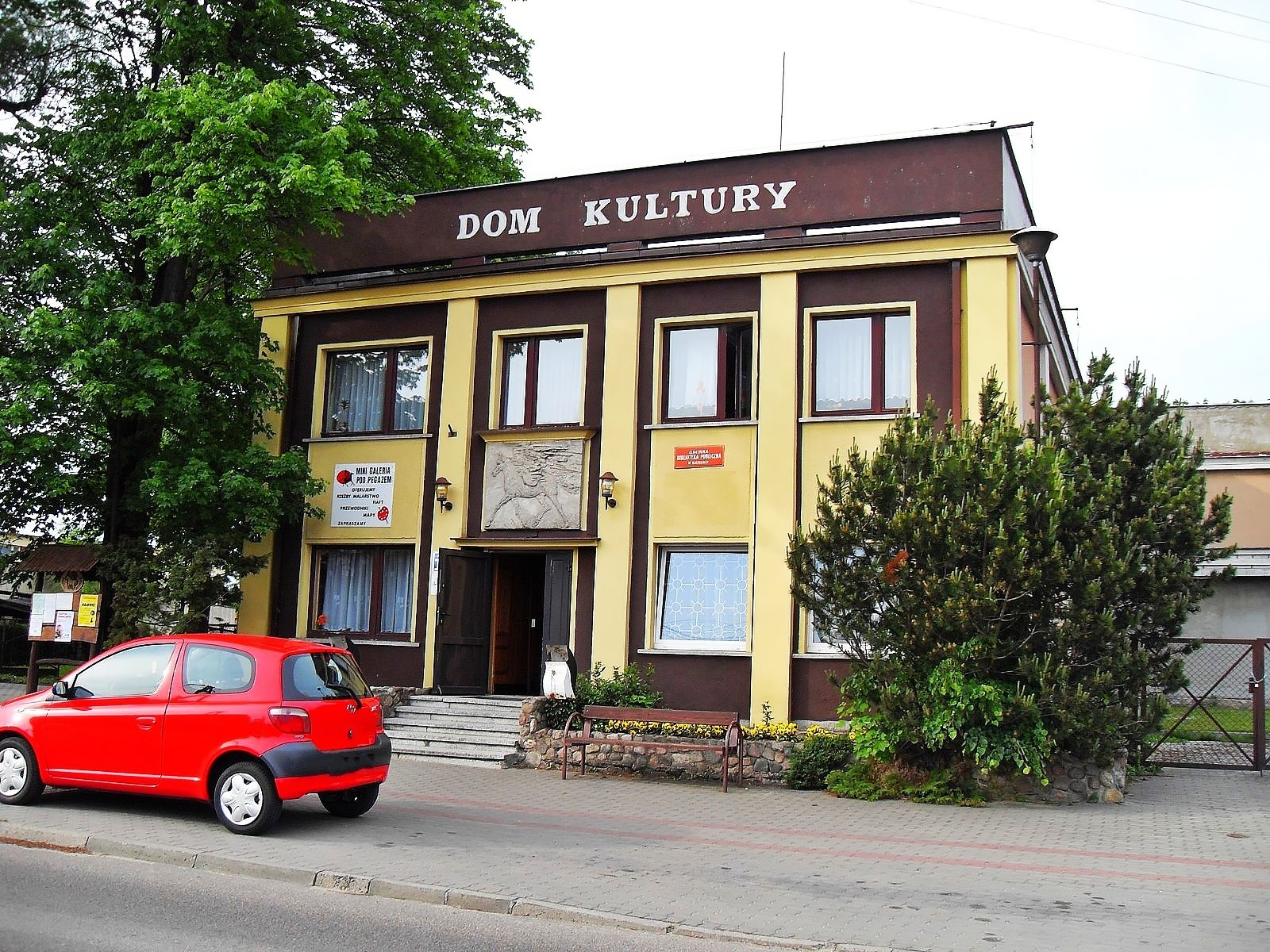
Budynek Gminnego Ośrodka Kultury

W 1984 r. na fundamentach starego Urzędu Gminy, rozpoczęto budowę nowego obiektu, mającego w przyszłości spełniać rolę Gminnego Ośrodka Kultury (GOK). Uroczyście otwarty w dniu 23 maja 1989 r. Gminny Ośrodek Kultury, zwany z racji widniejącego na frontonie rzeźby mitycznego Pegaza, Pod Pegazem, okazał się wyśmienitym obiektem do pełnienia roli do jakiej został powołany. W budynku GOK znajduje się oprócz dużej sali widowiskowej, Kawiarenka pod pegazem, liczne pomieszczenia pozwalające na działalność wielu kół zainteresowań, spośród których wymienić można m.in.: teatr „Pod Pegazem”, chór „Leśne Echo” założony i prowadzony do dnia dzisiejszego przez p. Zygmunta Beyera posiadającego liczne zasługi dla gminy Kaliska w dziedzinie muzyki i śpiewu, dziecięcy zespół taneczny „Uśmiech”, zespół rockowy „END”, zastępy harcerskie oraz kilka innych. Ponadto działają tutaj sekcje sportowe kulturystyki, judo, koszykówki i tenisa stołowego. W budynku GOK znajduje się ponadto: Gminna Biblioteka Publiczna, Mini Galeria „Pod Pegazem”, centrum gminnej informacji turystycznej. Wśród znanych postaci prezentujących się w sali GOK należy wymienić: występ Krystyny Prońko, Antoniny Krzystoń, Krzysztofa Krawczyka, Mieczysława Szcześniaka, Grażyny Łobaszewskiej, Joszko Brody. Współpraca z zaprzyjaźnioną niemiecką gminą Reinfeld (Holstein), zaowocowała organizacją w GOK kursów języka niemieckiego.

### Sport

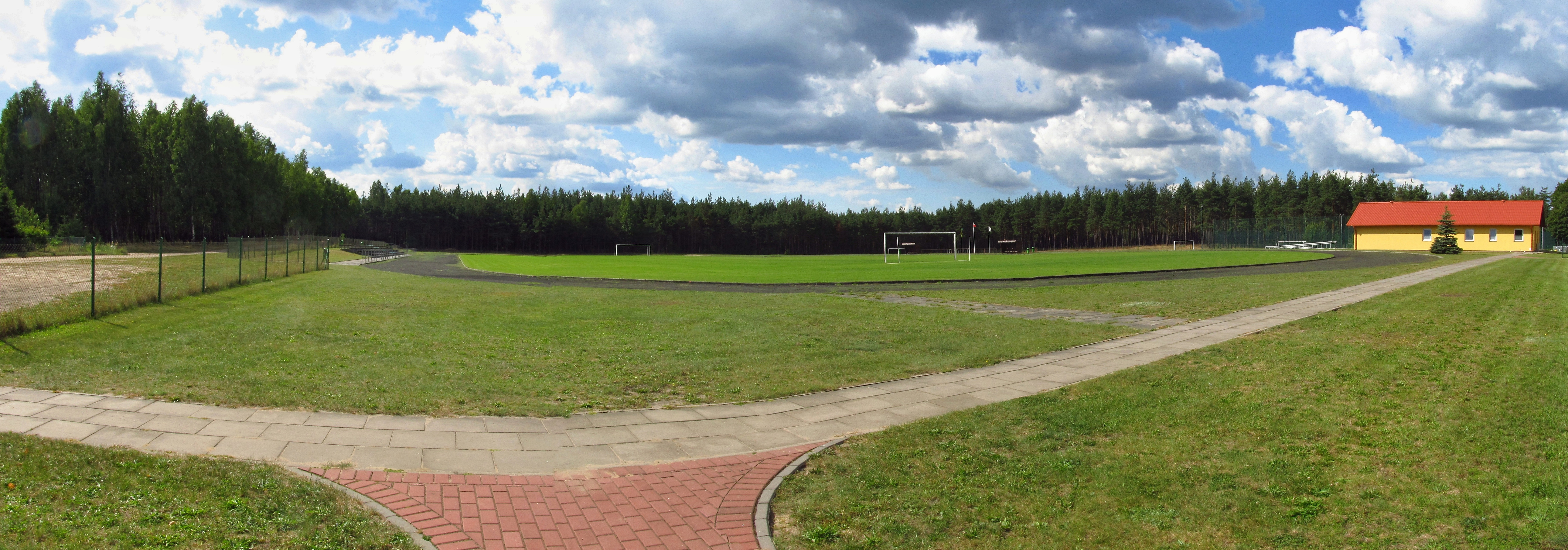
Boisko sportowe Victorii Kaliska

Sport w gminie Kaliska kojarzy się tutaj każdemu z piłką nożną. Jest to zasługa istniejącego od 1953 r. na terenie Kalisk, klubu sportowego o wdzięcznej nazwie VICTORIA Kaliska. Drużyna seniorów Viktorii Kaliska gra w sezonie 2012/2013 w A-klasie » Gdańsk IV. W 2002 r. mając na względzie wsparcie działań drużyn piłki nożnej w gminie Kaliska, powołano do życia Stowarzyszenie Wspierania Sportu „VICTORIA”. Jego pierwszym prezesem został Antoni Cywiński – Wójt Gminy Kaliska w latach 1990–1998 oraz 2002−2010. Członkami Stowarzyszenia, którego prezesem w 2012 r. jest Jerzy Pasterski, są przede wszystkim byli członkowie LZS Kaliska, które zawiązało się w 1953 r. Poza drużyną seniorów Victorii Kaliska, działają jeszcze dwie drużyny dziecięco-młodzieżowe, a także drużyna Old-Boys, skupiająca w swoich szeregach piłkarzy w wieku 35 – 70 lat.

### Inne

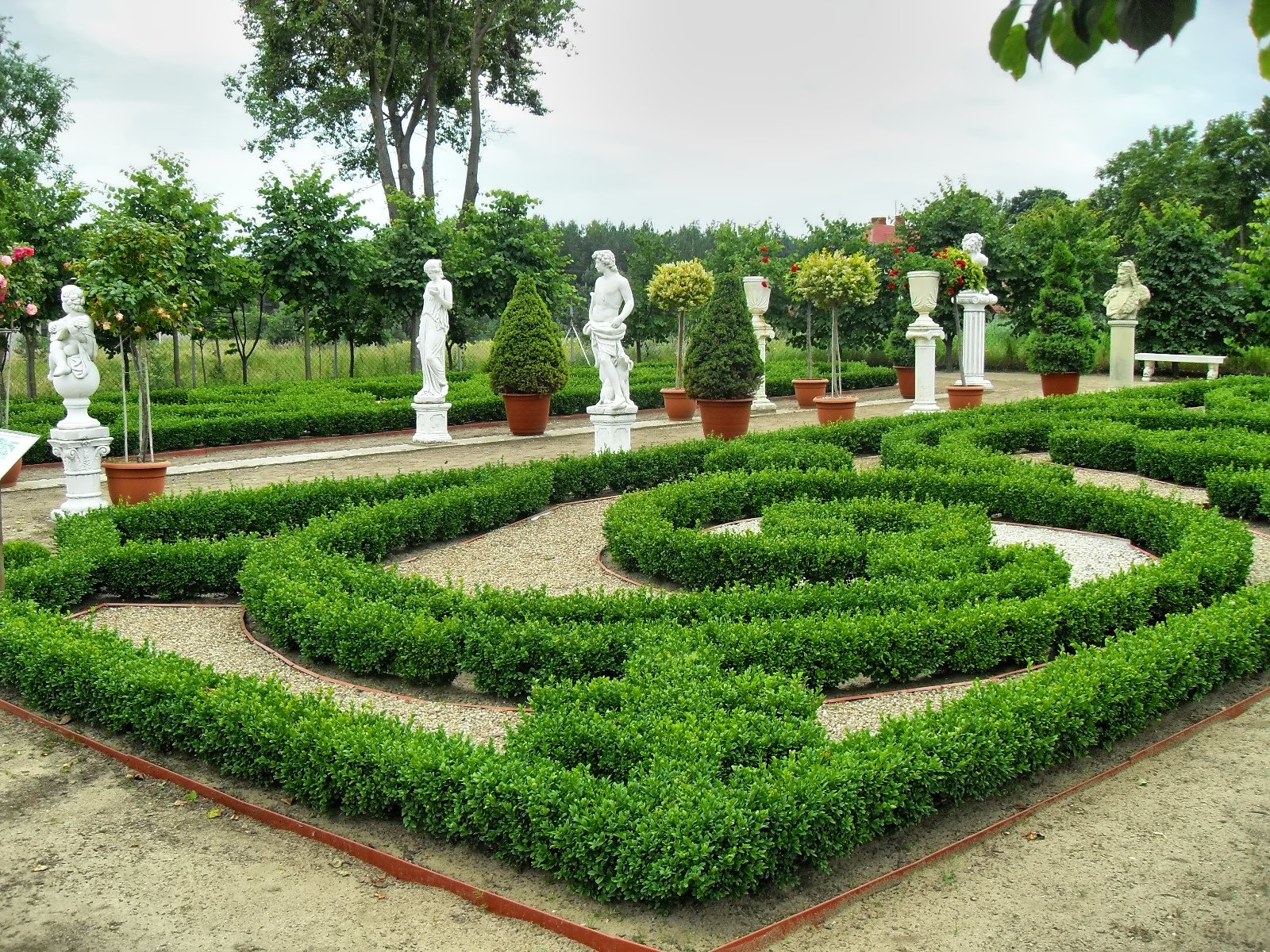
Frank – Raj

W miejscowości Frank, przy skrzyżowaniu drogi krajowej nr 22 z drogą powiatową Leśnictwo Baby – Stara Kiszewa, znajduje się duży kompleks szkółki krzewów i drzew Frank-Raj, prowadzony przez Rodzinę Państwa Kopciowskich. W pięknie zadbanych ogrodach można znaleźć miniatury ogrodów pochodzących z różnych stylów kulturowych krajów całego świata. Ponadto znajduje się tutaj mała palmiarnia z okazami roślin uprawianymi na wszystkich kontynentach, a także groty szeptu, wybudowane na wzór znajdujących się w Parku Oliwskim.

## Zabytki
W gminie Kaliska znajduje się wiele zabytków:

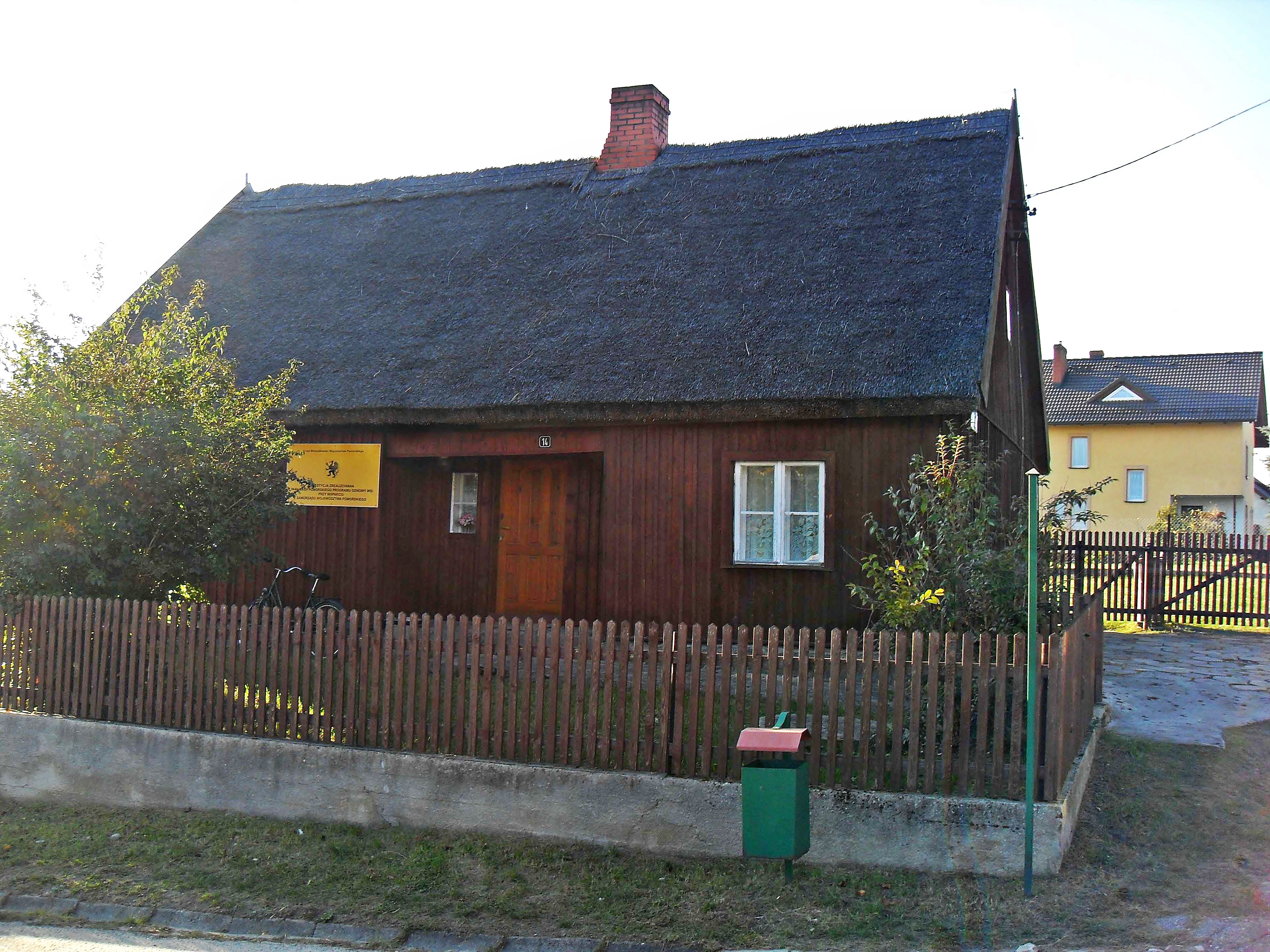
Chata kociewska w Piecach z 1885

- Kryta strzechą chata kociewska w Piecach z 1885 roku[26], wpisana do rejestru w 1977 r.
- Chata w zagrodzie (chata i teren) w miejscowości Płociczno 15[27] wpisana do rejestru w 1993 r.

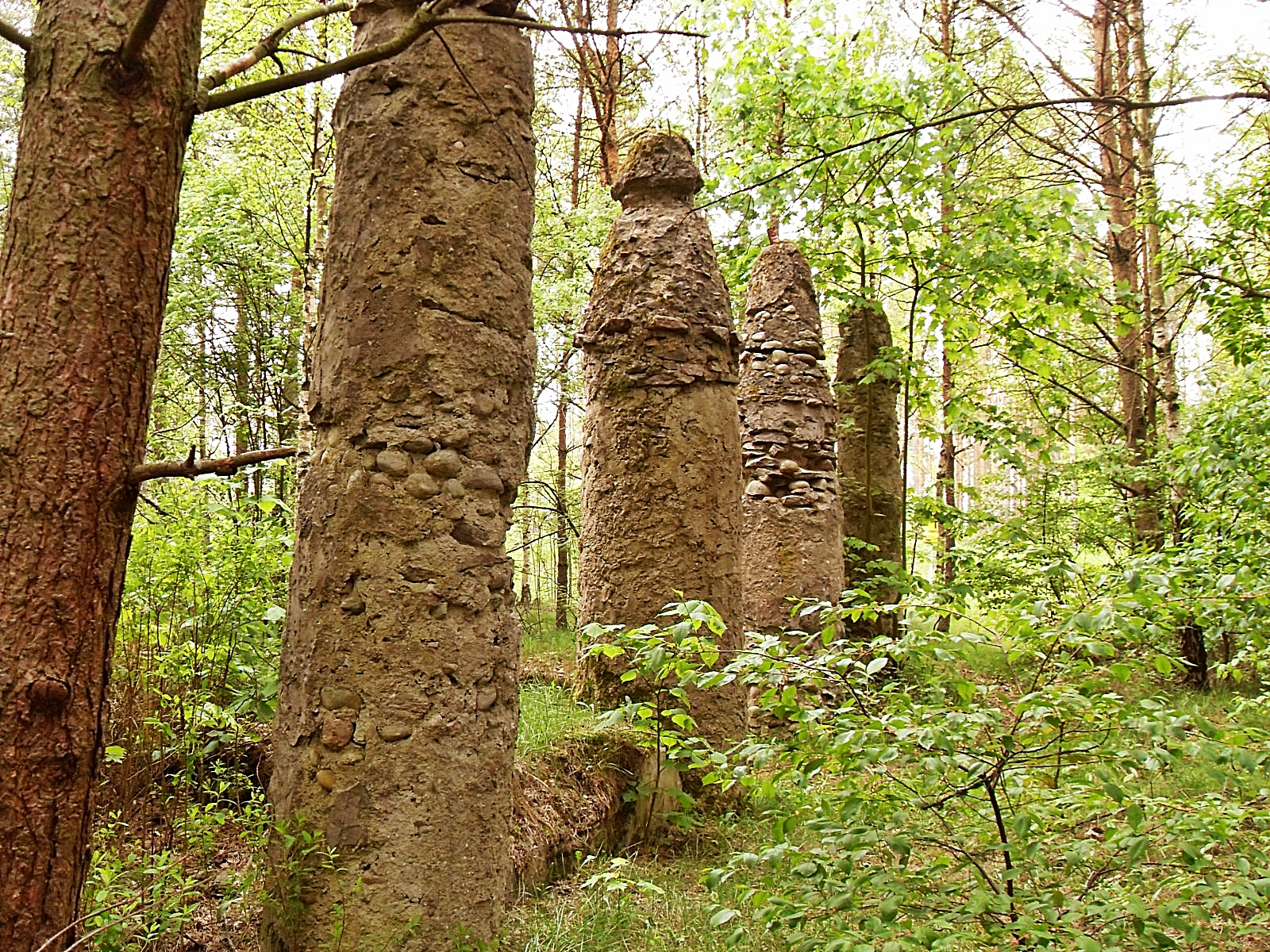
Filary ogrodów w Płocicznie

- Osiedle tartaczne wybudowane w okresie międzywojennym, składające się z 20 całkowicie drewnianych domów
- kościół parafialny, z 1912 r. pw. Najświętszej Maryi Nieustającej Pomocy w Kaliskach
- kościół z 1914 r. pw. Najświętszego Serca Pana Jezusa w Piecach
- kościół z 1911 r. w Płocicznie z połowy XIX w.
- kamienno-betonowy krąg w Płocicznie pochodzący z przełomu XIX i XX wieku.
- Izba pamięci Izydora Gulgowskiego w Iwicznie (etnografa, pisarza, twórcy pierwszego w Polsce skansenu we Wdzydzach Kiszewskich).

## Struktura powierzchni
Według danych z roku 2007 gmina Kaliska ma obszar 110,36 km², w tym:
- użytki rolne: 22% przewaga gruntów o klasie bonitacyjnej VI
- użytki leśne: 70%

Gmina stanowi 8,2% powierzchni powiatu.
| Nazwa sołectwa | Pow. sołectwa w ha | Inne miejscowości | Rodzaj miejscowości | informacja o numeracji |
| -------------- | ------------------ | ----------------- | ------------------- | ---------------------- |
| Bartel Wielki  | 3216               |                   | wieś sołecka        | ciągła, bez ulic       |
|                |                    | Bartel Mały       | część wsi           | ciągła, bez ulic       |
|                |                    | Wygoninki         | osada leśna         | ciągła, bez ulic       |
| Cieciorka      | 1031               |                   | wieś sołecka        | ciągła, bez ulic       |
|                |                    | Dunajki           | przysiółek          | ciągła, bez ulic       |
|                |                    | Kazub             | wieś                | ciągła, bez ulic       |
|                |                    | Lipska Karczma    | osada               | ciągła, bez ulic       |
|                |                    | Lipski Młyn       | osada               | ciągła, bez ulic       |
|                |                    | Okoninki          | osada               | ciągła, bez ulic       |
|                |                    | Okoniny           | leśniczówka         | ciągła, bez ulic       |
|                |                    | Płociczno         | wieś                | ciągła, bez ulic       |
|                |                    | Stara Lipa        | osada               | ciągła, bez ulic       |
| Czarne         | 957                |                   | wieś sołecka        | ciągła, bez ulic       |
|                |                    | Czubek            | osada               | ciągła, bez ulic       |
| Dąbrowa        | 310                |                   | wieś sołecka        | według 6 ulic          |
| Frank          | 460                |                   | wieś sołecka        | według 8 ulic          |
|                |                    | Strych            | wieś                | ciągła, bez ulic       |
| Iwiczno        | 1087               |                   | wieś sołecka        | według 7 ulic          |
|                |                    | Czechowo          | osada               | ciągła, bez ulic       |
|                |                    | Łążek             | wieś                | ciągła, bez ulic       |
|                |                    | Młyńsk            | wieś                | ciągła, bez ulic       |
| Kaliska        | 723                |                   | wieś gminna         | według 33 ulic         |
| Piece          | 1359               |                   | wieś sołecka        | według 16 ulic         |
|                |                    | Biedaczek         | osada               | ciągła, bez ulic       |
|                |                    | Kamienna Karczma  | osada               | ciągła, bez ulic       |
|                |                    | Trzechowo         | przysiółek          | ciągła, bez ulic       |
| Studzienice    | 2370               |                   | wieś sołecka        | według 4 ulic          |
|                |                    | Cegielnia         | przysiółek          | ciągła, bez ulic       |
|                |                    | Kocia Góra        | osada               | ciągła, bez ulic       |
|                |                    | Leśna Huta        | osada               | ciągła, bez ulic       |
|                |                    | Smolnik           | przysiółek          | ciągła, bez ulic       |

## Demografia

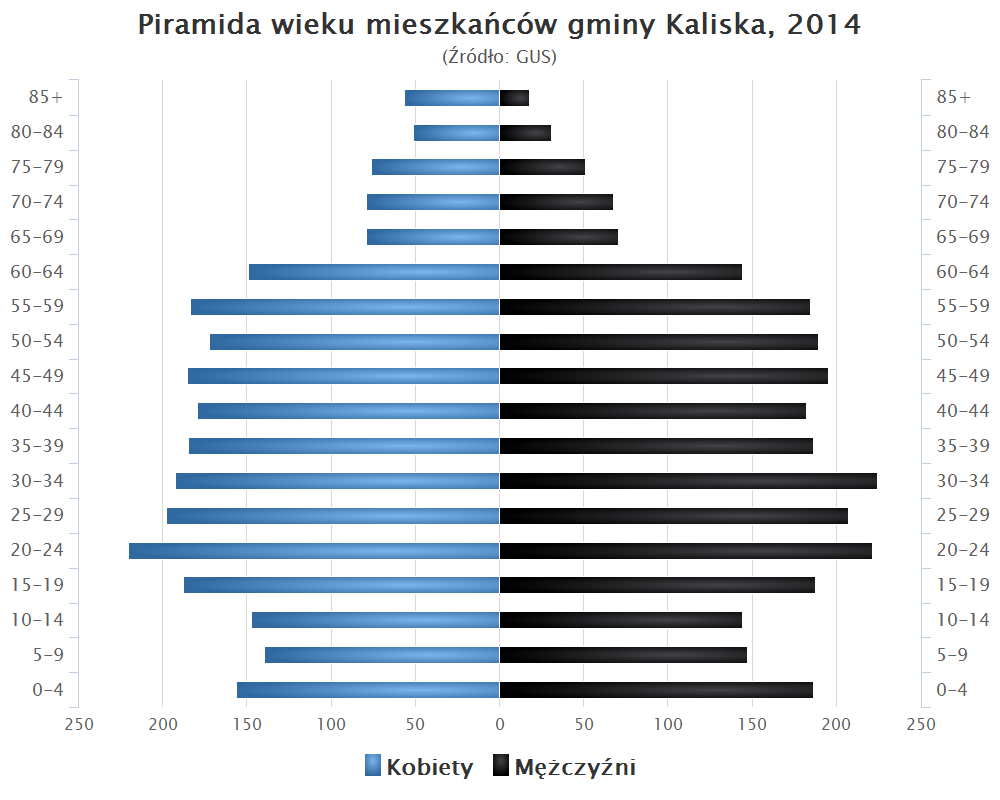
Piramida wieku mieszkańców gminy Kaliska w 2014 roku

Dane z 31 grudnia 2011
| Opis                              | Ogółem | Ogółem | Kobiety | Kobiety | Mężczyźni | Mężczyźni |
| --------------------------------- | ------ | ------ | ------- | ------- | --------- | --------- |
| Jednostka                         | osób   | %      | osób    | %       | osób      | %         |
| Populacja                         | 5272   | 100    | 2647    | 50,2    | 2625      | 49,8      |
| Gęstość zaludnienia [mieszk./km²] | 46,1   | 46,1   | 23,5    | 23,5    | 22,6      | 22,6      |

## Gminy partnerskie
- Reinfeld (Holstein)[30]